# Bochum-Gelsenkirchener Straßenbahnen AG
Die Bochum-Gelsenkirchener Straßenbahnen AG, kurz meist Bogestra oder in Eigenschreibweise BOGESTRA, ist ein kommunaler Nahverkehrsbetrieb im mittleren Ruhrgebiet. Sie betreibt den öffentlichen Personennahverkehr in Bochum, Witten und Gelsenkirchen, wobei dort die Busse der Vestischen primär den Stadtnorden bedienen. Außerdem wird ein Großteil des ÖPNV-Angebotes in der Stadt Hattingen von ihr durchgeführt. Weitere Linien führen nach Castrop-Rauxel, Dortmund, Ennepetal, Essen, Herne sowie Sprockhövel und eine Haltestelle befindet sich am Bahnhof Hagen-Vorhalle.
Die Bogestra ist Mitglied im Verkehrsverbund Rhein-Ruhr (VRR). Im Rahmen der Kooperation östliches Ruhrgebiet (KÖR) arbeitet sie mit den Nachbarunternehmen Vestische, DSW21 (Dortmunder Stadtwerke AG), VER (Verkehrsgesellschaft Ennepe-Ruhr mbH), der HCR (Straßenbahn Herne-Castrop-Rauxel GmbH), Ruhrbahn Essen und der Hagener Straßenbahn AG zusammen. Der Zusammenschluss nennt sich seit 2020 Kooperation Metropole Ruhr.
Aktien des Unternehmens waren an der Börse Düsseldorf notiert; die Anteilscheine wurden aber auf sehr engem Markt gehandelt. Die Notiz ist auf Verlangen des Mehrheitsaktionärs (Holding für Versorgung und Verkehr Bochum) und Beschluss der Hauptversammlung vom 26. August 2016 eingestellt worden (Squeeze-out). Der Ausschluss privater Anteilseigner ist Voraussetzung für die Direktvergabe in Zusammenhang mit der Verordnung (EG) Nr. 1370/2007.

## Standorte

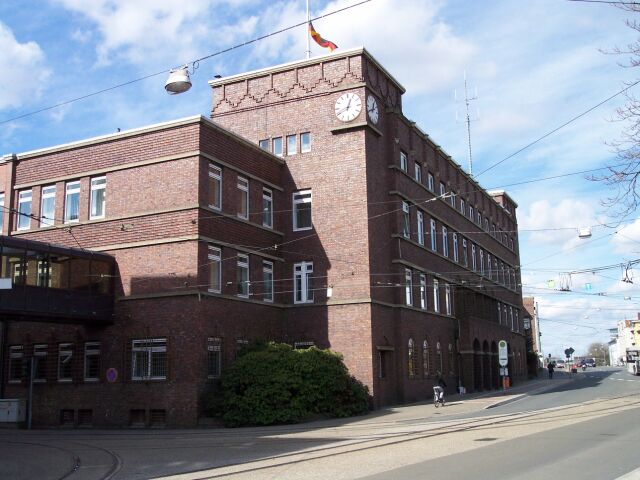
Verwaltungsgebäude in Bochum

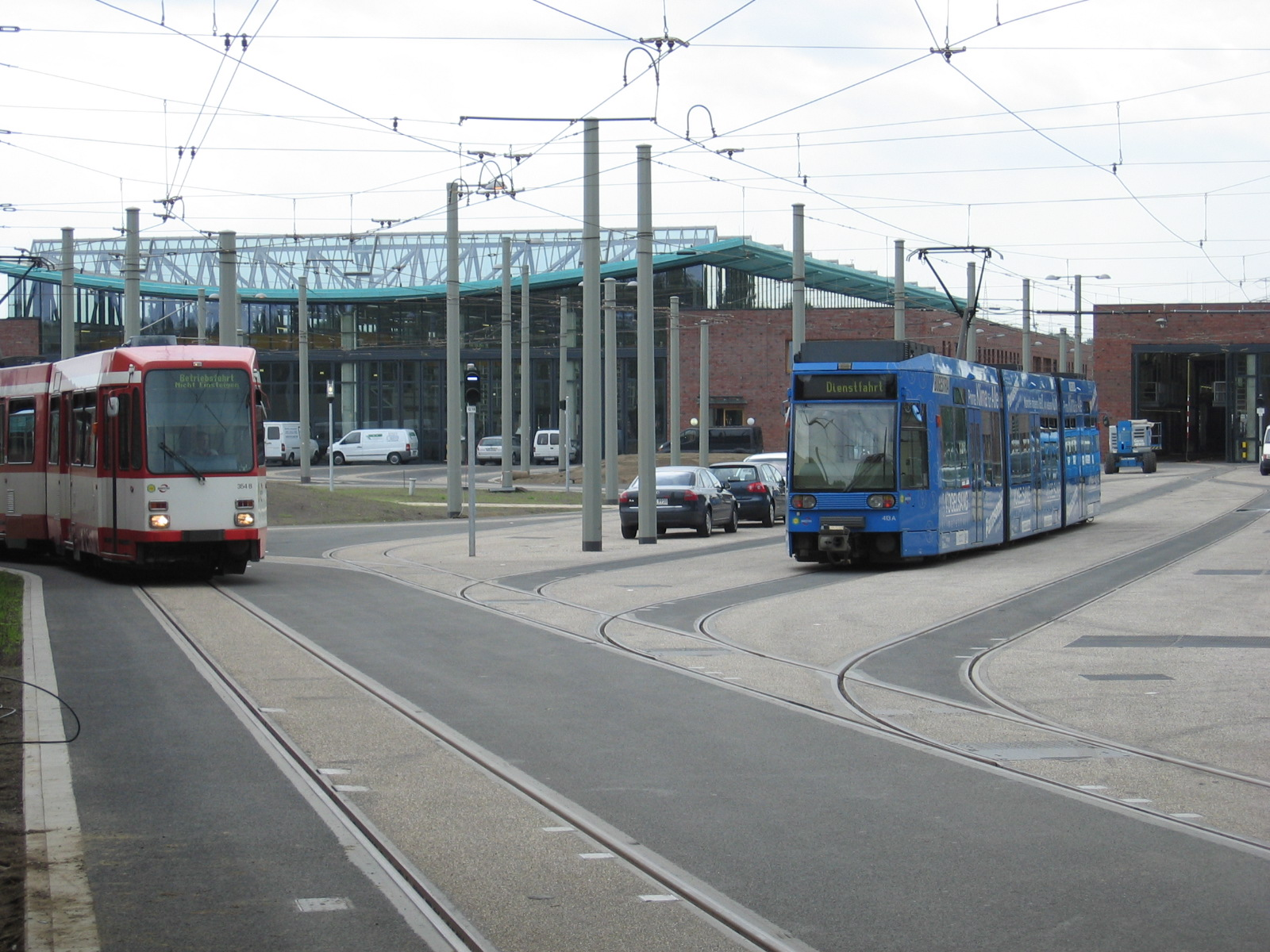
Bogestra-Betriebshof Engelsburg

### Verwaltung und Betrieb
Mit 143,41 Mio. Fahrgästen (im Jahr 2019) ist die Bogestra eines der größten Nahverkehrsunternehmen im Ruhrgebiet. Es beschäftigt etwa 2400 Mitarbeiter. An neun Standorten befinden sich Betriebsgebäude, Werkstätten und Verwaltungseinrichtungen. Es gab allerdings bis 2005 insgesamt 38 Betriebs- und Verwaltungsgebäude.
In Bochum befindet sich in der Universitätsstraße 58 das Bogestra-Haus nach den Plänen des Architekten Heinrich Schmiedeknecht mit der Hauptverwaltung. Bei seiner Eröffnung war der auch Betriebshof Wiemelhausen genannte Komplex der größte Straßenbahn-Betriebshof in Europa. Die großzügig bemessene Wagenhalle bot Platz für rund 200 Fahrzeuge Angegliedert war die Halle des Straßenbahnbetriebs mit Betriebswerkstatt, die im Sommer 2005 aufgegeben und zu einem Areal am westlichen Rand der Innenstadt verlegt wurde. Lange zuvor bestand auf der Fläche vor dem Bergbau-Museum bis 1928 der Betriebshof Vödestr. Der Abriss der früheren Wagenhalle erfolgte im Frühjahr 2007. Unweit der Hauptverwaltung liegt am Buddenbergplatz, beim Südeingang des Hauptbahnhofes, die Betriebsleitstelle und technische Leitstelle.
Auf dem Gelände der ehemaligen Zeche Engelsburg wurde an der Essener Straße 125 (Nähe Haltestelle Engelsburger Str. Linien 305 und 310) am 1. August 2005 ein Straßenbahn-Betriebshof für die meterspurigen Fahrzeuge eröffnet. Dort sind neben der Wagenabstellung die Straßenbahn-Hauptwerkstatt (vormals in Gerthe), der Bauhof (vormals in Hamme), die Technische Abteilung (vormals an der Wittener Straße 100) und die Lehrwerkstatt zusammengefasst.
Der unter Josef Franke entstandene Straßenbahn-Betriebshof und die Betriebswerkstatt für das Teilnetz in Gelsenkirchen liegen innenstadtnah an der Hauptstraße 55, während die Betriebswerkstatt für die normalspurige Stadtbahnlinie U35 in Bochum-Riemke an der Hofsteder Straße 252 angesiedelt ist. Busbetriebshöfe und Werkstätten gibt es außerdem in Weitmar an der Hattinger Straße 427, in Gelsenkirchen-Ückendorf, Im Exterbruch 2 und in Witten an der Crengeldanzstraße 81b. Der Betriebshof in Witten wird zum 23. Juni 2025 geschlossen. Fahrzeuge und Personal werden dann an die bestehenden Betriebshöfe verteilt.
Im Februar 2022 wurden Pläne bekannt, für die Elektromobilität einen weiteren Betriebshof zu bauen. Die Kosten hierfür sind mit 60 Mio. € veranschlagt.
Seit dem 1. Mai 2025 stellt die Hauptverwaltung den Vertrieb von Fahrkarten ein.

### Vertriebsstellen
Neben der Möglichkeit des Fahrkartenerwerbs in Zeitschriftenläden und an Kiosken, aus Automaten und beim Fahrpersonal gibt es zentrale Vertriebsstellen in der Nähe der großen Netzknotenpunkte:
- MobilitätsCenter Bochum, Verteilerebene der Stadtbahnstation Bochum Hauptbahnhof
- KundenCenter Gelsenkirchen am ZOB, Bahnhofsvorplatz 5
- KundenCenter Gelsenkirchen-Buer, Goldbergstraße 1, gemeinsam mit den Vestischen Straßenbahnen
- KundenCenter Witten, Bahnhofstraße 1–3
- KundenCenter Hattingen, Langenberger Straße 2
- Hauptverwaltung Bochum, Universitätsstraße 58 (ausschließlich für Fahrkarten im Abonnement zuständig)

## Geschichte

### 1896–1907

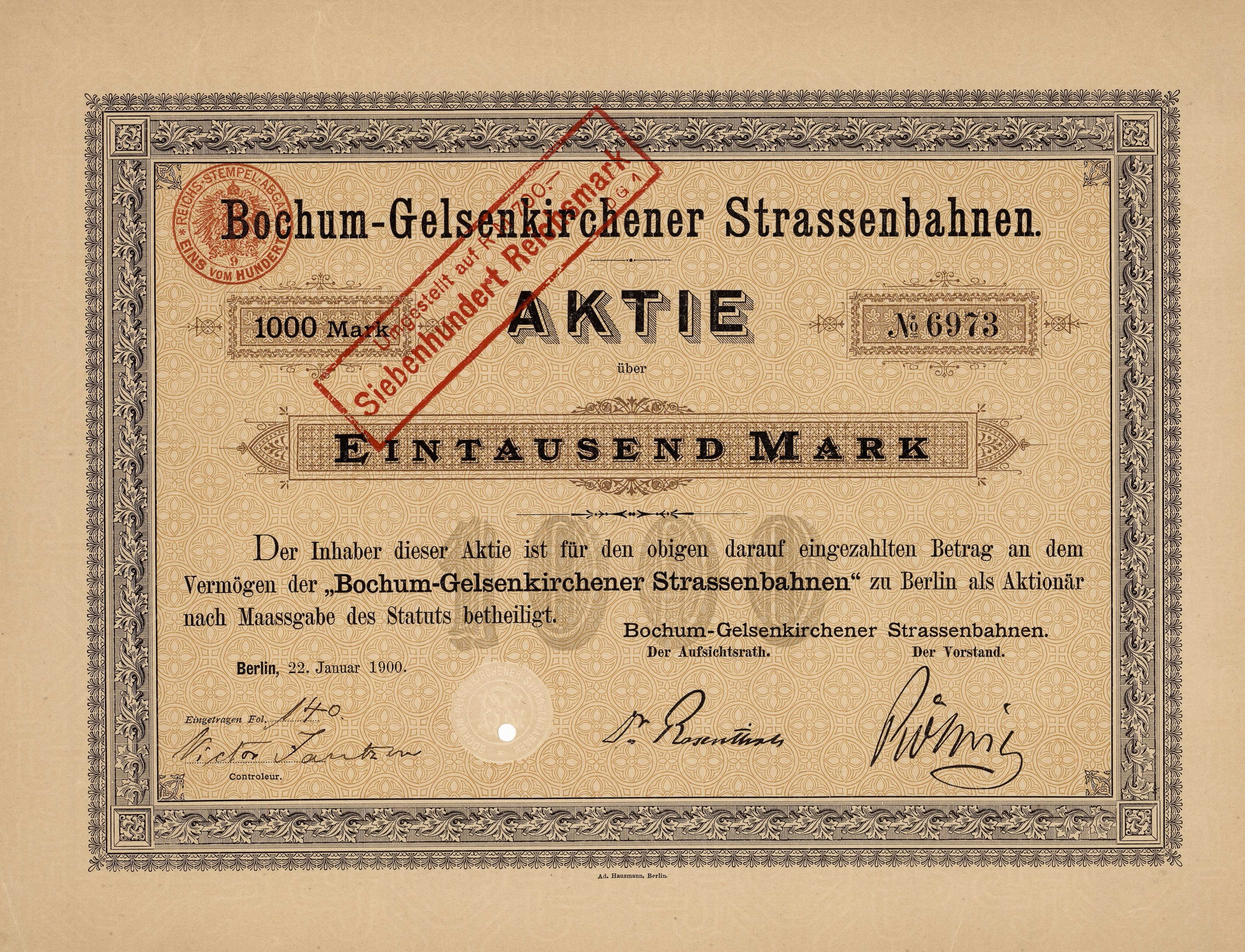
Aktie über 1000 Mark der Bochum-Gelsenkirchener Straßenbahnen vom 22. Januar 1900

Aktie der Bochum-Gelsenkirchener Straßenbahnen AG vom Juli 1961

Die Bogestra wurde im Januar 1896 in Berlin als Aktiengesellschaft vom Unternehmen Siemens & Halske AG mit einem Grundkapital von 5 Millionen Mark gegründet und am 17. Januar 1896 ins Berliner Handelsregister eingetragen. Das Streckennetz umfasste zum Zeitpunkt der Gründung drei durch die Siemens & Halske AG in den Jahren 1894 und 1895 gebaute Strecken: die am 28. November 1894 in Betrieb genommene Strecke von Herne nach Bochum mit einer Länge von 6,9 km, die am 8. November 1895 in Betrieb genommene Strecke von Gelsenkirchen nach Bismarck mit 3,4 km und die am 27. Dezember eröffnete Strecke von Schalke über Gelsenkirchen und Wattenscheid zur Zeche Holland mit 4,8 km Länge. Damit besaß die Bogestra schon zum Zeitpunkt ihrer Gründung ein rund 15,1 km langes Netz. Der Bau und Betrieb verblieb bei der Siemens & Halske AG, die Bogestra selbst übernahm zunächst nur Kontrollfunktionen.
In den folgenden zehn Jahren wuchs das Netz, so noch im Jahr 1896 um sieben weitere Streckenabschnitte, zum Beispiel am 20. Oktober 1896 mit der Strecke Bochum – Eickel – Wanne. Aufgrund seines raschen Aufbaus, der wegen der Konkurrenz anderer Verkehrsbetriebe forciert worden war, mussten schon bald zahlreiche Wagen verstärkt sowie die Gleise saniert werden. Und obwohl die Fahrgastzahlen stiegen, konnte dies die Investitionen in das Streckennetz nicht kompensieren. So folgte rasch ein Stillstand bei der Erweiterung und andere Verkehrsbetriebe legten ihre Strecken in das Gebiet der Bogestra. Da die Siemens & Halske AG das Interesse an den nicht oder nur wenig ertragreichen Linien verlor, trennten sich die Städte Bochum und Gelsenkirchen Ende 1907 von dem Unternehmen. Allerdings wurde ihm für die nächsten 15 Jahre die Abnahme von Fahrzeugen garantiert.

### 1908–1930

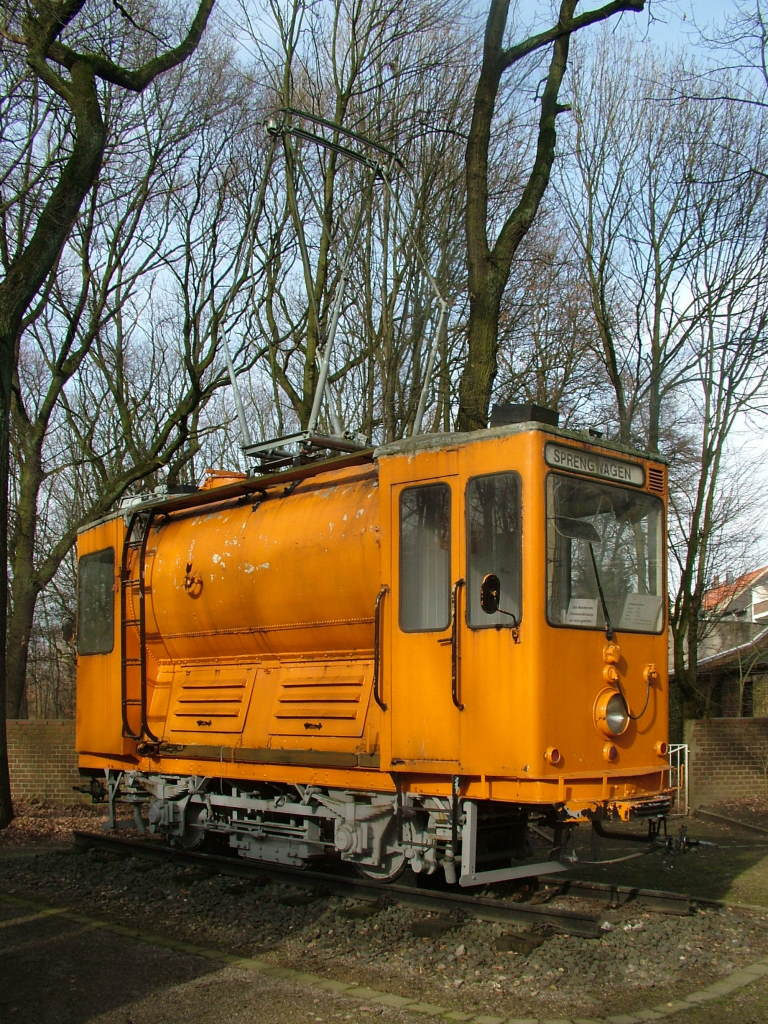
Sprengwagen der Bogestra von 1914

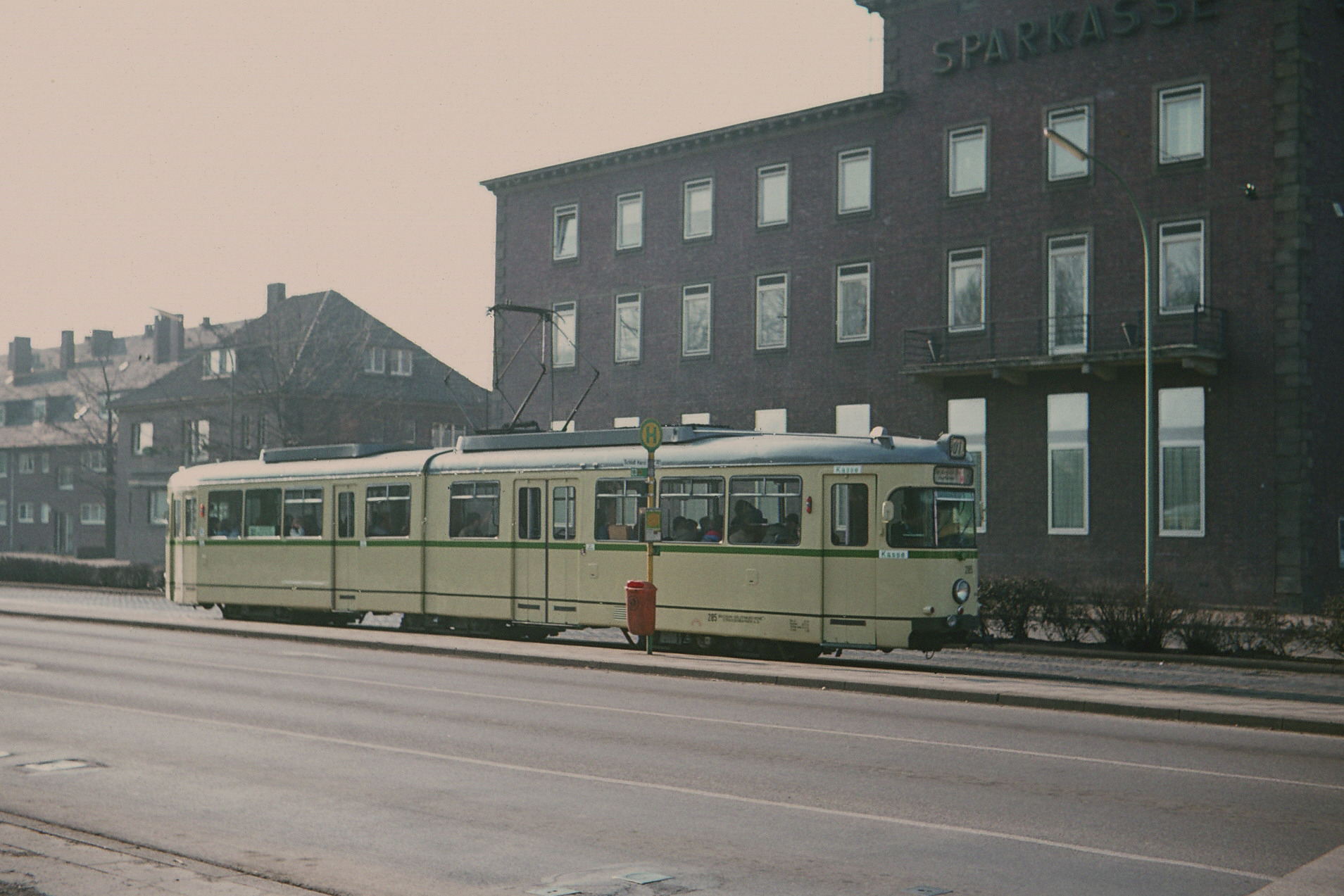
Straßenbahn der Linie 301 in Gelsenkirchen-Horst im April 1982

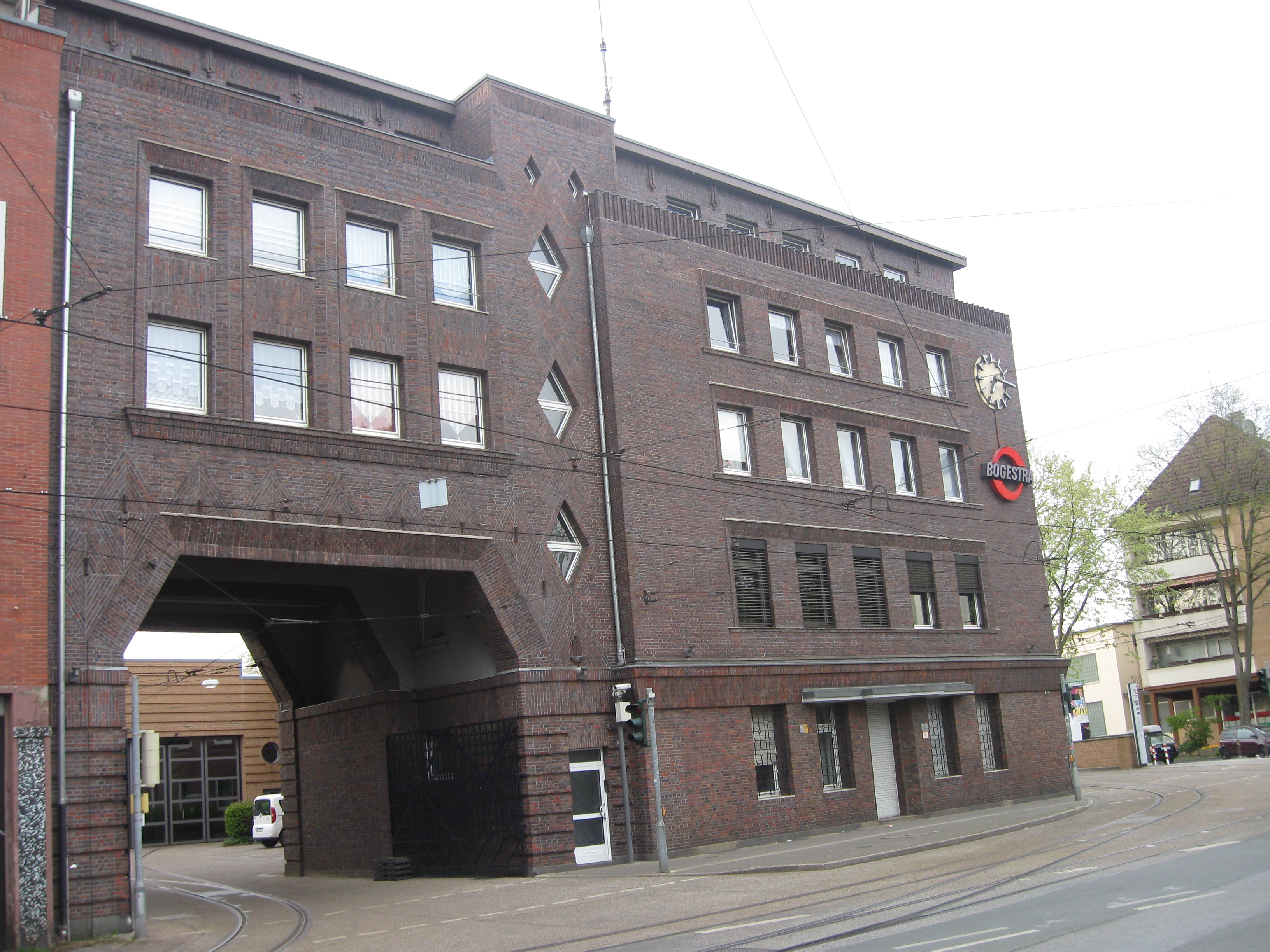
Torbau des Straßenbahndepots der Bogestra in Gelsenkirchen (Entwurf von Josef Franke, fertiggestellt 1926)

1908 wurde mit der RWE AG ein neuer Teilhaber gefunden. Vorstandsvorsitzender wurde der Unternehmer Hugo Stinnes. In der Zeit von 1910 bis 1930 hatte die Verwaltung ihren Sitz in Essen und war mit der Essener Straßenbahn (SEG) vereint. Hugo Stinnes versuchte 1911, die Bogestra mit der Recklinghauser Straßenbahn, der Süddeutschen Eisenbahn-Gesellschaft und der Bochum-Castroper Straßenbahn zu einer einzigen Gesellschaft zusammenzuschließen.
In den Jahren nach 1905 waren zahlreiche andere Betriebe in das Verkehrsgebiet der Bogestra vorgedrungen:
| Datum             | Gesellschaft                                                                                      |
| ----------------- | ------------------------------------------------------------------------------------------------- |
| 16. Januar 1908   | Kommunale Straßenbahn-Gesellschaft Landkreis Gelsenkirchen mit der Strecke von Herne nach Höntrop |
| 23. Dezember 1908 | Kleinbahn Bochum-Gerthe-Harpen mit der Strecke Bochum-Kanalstraße nach Kirchharpen und Gerthe     |
| 20. Dezember 1909 | Bochum-Castroper Straßenbahn von Bochum nach Castrop                                              |
| 01. April 1909    | Süddeutsche Eisenbahn-Gesellschaft von Essen-Katernberg nach Gelsenkirchen                        |

Der Erste Weltkrieg verhinderte den weiteren Ausbau des Netzes. Aufgrund der wirtschaftlich schlechten Lage beteiligte sich die Bogestra, wie viele andere Unternehmen, am Güterverkehr. 1920 kam es zeitweise zur Einstellung des Betriebs und 1923 war eine Rekordverschuldung zu verzeichnen. Erst nachdem die Fahrgastzahlen, die zuvor stets gesunken waren, im Jahr 1924 wieder zu steigen begannen, wurde die Erweiterung des Netzes fortgesetzt.
In den Jahren 1925/1926 wurde der Betriebshof in Gelsenkirchen erweitert und am 3. April 1928 eröffnete an der heutigen Universitätsstraße in Bochum der bis dahin größte Straßenbahnbetriebshof Westdeutschlands mit einer Kapazität von 200 Wagen. Zugleich wurde dort auch ein neues Verwaltungsgebäude errichtet, so dass die Zentrale von Essen zurück nach Bochum verlegt werden konnte.

### 1931–1939

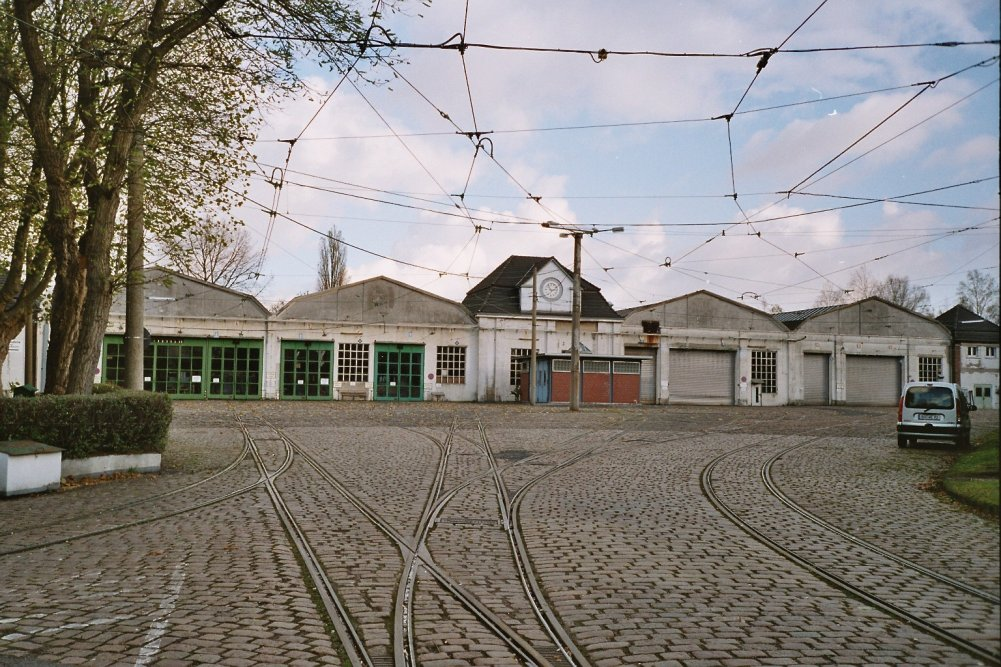
Der Sitz der Westfälischen Straßenbahn in Gerthe-Hiltrop, zuletzt Hauptwerkstatt der Bogestra

Am 12. August 1931 übernahm die Bogestra die Linien der zahlungsunfähig gewordenen Westfälischen Straßenbahn auf Kosten der Gesellschaftergemeinden und nach Eröffnung des Konkursverfahrens am 12. Dezember auf Kosten der Konkursmasse. Am 31. Oktober 1937 war das Konkursverfahren beendet. Die Bogestra übernahm damit 79 km Strecke sowie 76 Trieb- und 19 Beiwagen. Am 1. Januar 1938 wurden zusätzlich alle anderen Vermögenswerte übernommen.
Am 1. August 1932 wurden mit der Süddeutsche Eisenbahn-Gesellschaft einige Strecken getauscht. Linien der Bogestra, die auf Essener Gebiet lagen, kamen an die SEG und umgekehrt gingen Linien der SEG an die Bogestra. Am 1. Oktober 1932 wurden einige Linien der Hattinger Kreisbahn, die nach Eingemeindungen auf dem Gebiet der Stadt Bochum lagen, aufgrund eines Schiedsspruchs an die Bogestra übertragen, und am 15. September 1933 wurde der restliche Straßenbahnbetrieb der Hattinger Kreisbahn von der Bogestra übernommen.
Zu Beginn des Jahres 1938 besaß die Bogestra, nachdem schon einige Linien auf den Omnibusverkehr umgestellt wurden, Strecken mit 195 km Länge sowie 266 Triebwagen und 131 Beiwagen. 1939 wurde von der Vestischen Kleinbahn noch die Strecke von Horst-Mitte nach Horst-Süd und von Schalke nach Buer übernommen.

### 1940–1951

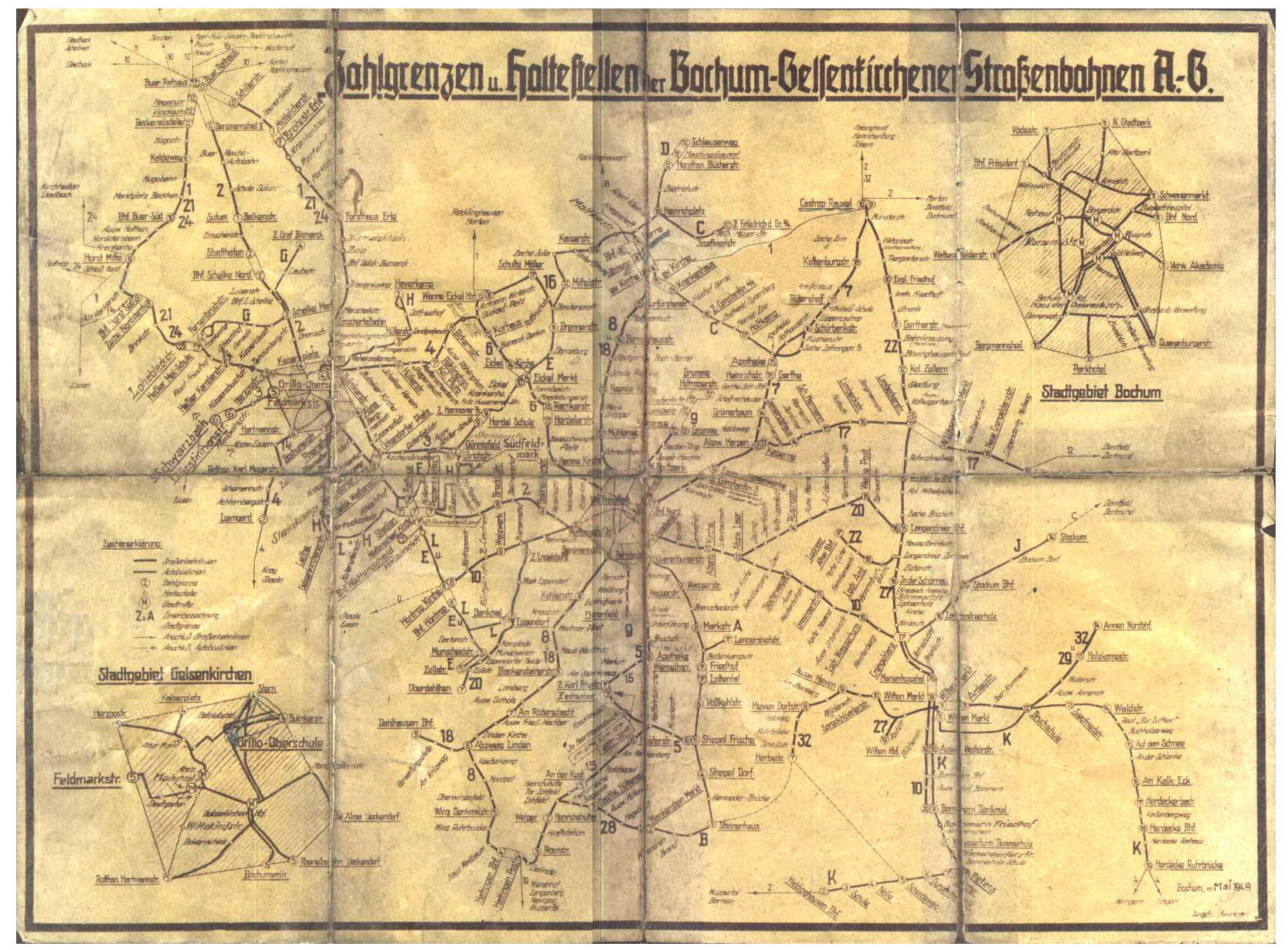
Liniennetz im Mai 1949

Zu Beginn des Zweiten Weltkriegs erreichte die Bogestra wieder die Gewinnzone. Hinzu kamen Güterverkehrs- und Postfahrten in den Kriegsjahren. Ein eigens im Jahr 1942 gebautes Betriebsgleis in Wattenscheid diente wahrscheinlich nur dem Postverkehr. 1943 begannen die Bombenangriffe auf Bochum und Gelsenkirchen. Dies führte auch zu Zerstörungen im Gleisnetz und im Fuhrpark des Unternehmens. Trotz der Schäden gelang es, den Betrieb auf zahlreichen Strecken aufrechtzuerhalten. Am 4. und 6. November 1944 wurden Bochum und Gelsenkirchen Opfer von Luftangriffen, denen auch etwa 2/3 der Gleisanlagen und die Hälfte des Fuhrparks zu Opfer fielen. Bis zum Einmarsch der alliierten Truppen am 10. April 1945 konnte nur noch ein provisorischer Betrieb aufrechterhalten werden, der aber dann vorerst eingestellt wurde.
Am 24. Mai 1945 wurde durch den Einsatz des Personals auf rund 55 km Strecke der Betrieb wiederaufgenommen. In der Folgezeit wurden weitere Strecken instand gesetzt und wiedereröffnet. Ende des Jahres 1950 waren insgesamt 27 Linien in Betrieb und der Wiederaufbau konnte als abgeschlossen angesehen werden.

### 1951–1969

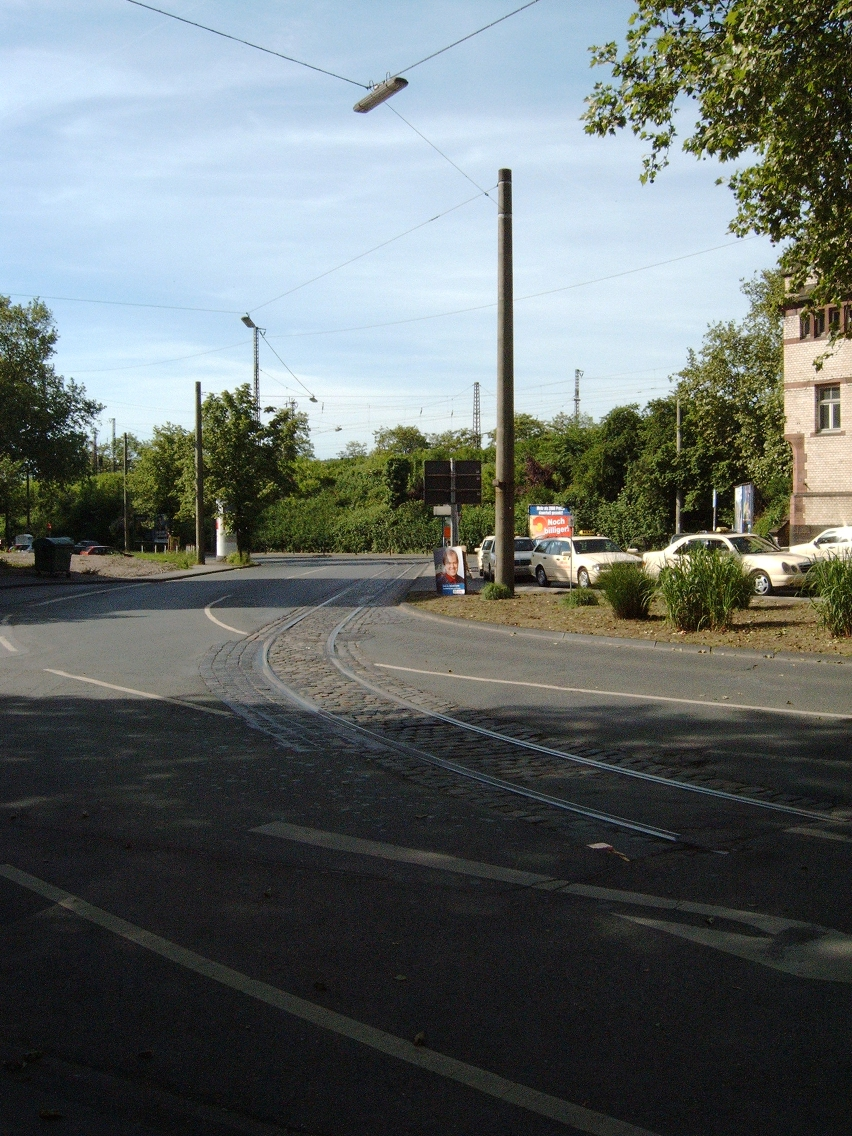
Überreste der Wendeschleife der Linie 320 vor dem Hauptbahnhof in Witten

In dieser Zeit wurde das Netz der Bogestra in weiten Bereichen modernisiert. Viele weniger frequentierte Strecken, so die Verbindung von Witten-Heven nach Herbede wurden auf Omnibusbetrieb umgestellt. Die Gebäude der Fahrzeugfabrik Emil H. von Lienen (Wittener Straße 100), die auch einige Fahrzeugaufbauten der Bogestra hergestellt hatte, wurden 1957 als zentrale Werkstätten übernommen. Auch ging in dieser Zeit eine Ära zu Ende, als am 1. Januar 1968 letztmals Post mit Wagen der Bogestra befördert wurde.

### 1970–1999
Im April 1971 kam es wegen jährlicher Fahrpreis-Erhöhungen der Bogestra zu mehrtägigen Gleisblockaden und Straßendemonstrationen und Rote-Punkt-Aktionen.
Am 22. November 1973 wurden zwei Linien (8, 18) in der Bahnhofstraße in Herne wegen des beginnenden Stadtbahn-Baues in die parallel verlaufende Schulstraße verlegt. 1974 begann in Gelsenkirchen die Verlegung der Straßenbahn in den Untergrund. 1978 wurden vom Land Nordrhein-Westfalen verbindliche Handlungsrichtlinien festgelegt. Diese sahen neben dem Ausbau der S-Bahn-Verbindungen durch die Deutsche Bundesbahn auch von den Kommunen getragene Stadtbahnverbindungen vor. Als Teil der Stadtbahn Rhein-Ruhr waren im Bereich der Bogestra drei Verbindungen vorgesehen:
- Hattingen – Bochum – Gerthe – Castrop-Rauxel
- Recklinghausen – Herne – Bochum – Querenburg – Witten
- Gelsenkirchen-Buer – Erle – Gelsenkirchen – Wattenscheid – Bochum – Laer – Langendreer

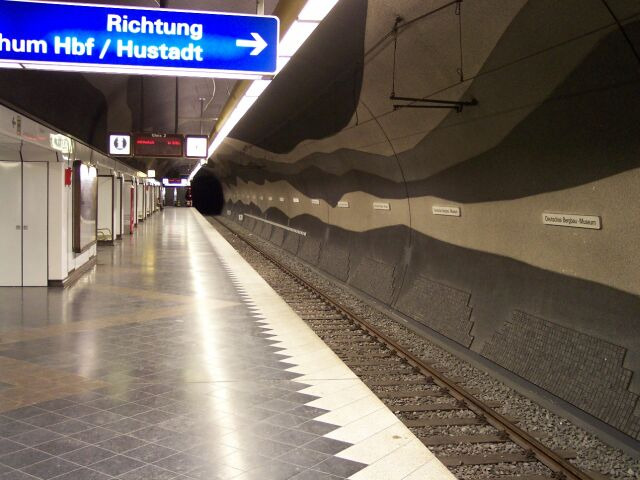
Stadtbahn-Haltestelle Deutsches Bergbaumuseum (U35)

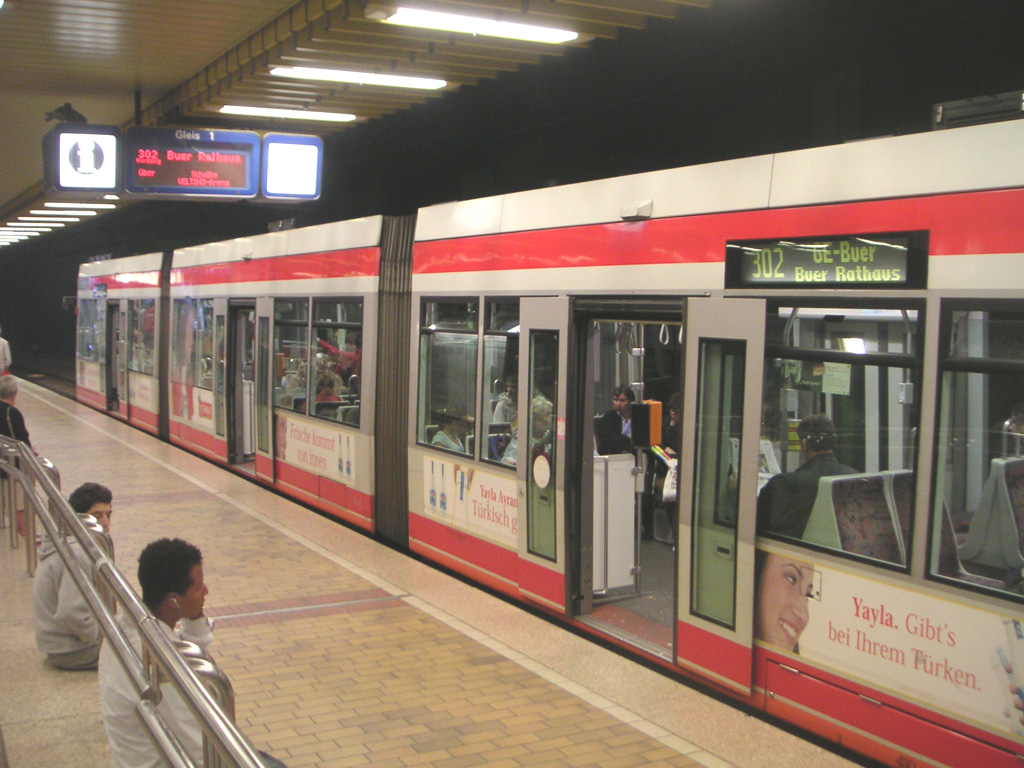
Straßenbahn der Linie 302 an der Haltestelle Gelsenkirchen Hauptbahnhof

Im Gegensatz zu den meterspurigen Straßenbahnlinien der Bogestra sollten diese Linien auf Normalspur mit Hochbahnsteigen und dem Stadtbahnwagen Typ B auf eigenen Bahnkörpern betrieben werden. Der erste Stadtbahn-Abschnitt wurde 1989 als U 35 zwischen Bochum Hauptbahnhof und Herne Schloss Strünkede eröffnet. Dies war der erste städteübergreifende U-Bahn-Tunnel in Deutschland, denn die Stadtgrenze zwischen Bochum und Herne wird unterirdisch passiert. Nach Informationen der Bogestra ist diese unterirdische Städteverbindung nach wie vor einzigartig in Deutschland. Die Verlängerung über Bochum Hauptbahnhof hinaus über die Ruhr-Universität bis Bochum-Hustadt fand 1993 statt. Die Abschnitte nach Witten und Recklinghausen wurden aus Kostengründen von den jeweiligen Kommunen nicht verwirklicht.
Als Bestandteil des geplanten Stadtbahn-Netzes wurden folgende Tunnelabschnitte gebaut:
| Eröffnungsdatum    | Linie(n)    | Strecke                                                  |
| ------------------ | ----------- | -------------------------------------------------------- |
| 26. Mai 1979       | 8/18        | Bochum Rampe Bergmannsheil – Hauptbahnhof                |
| 28. November 1981  | 308/318     | Bochum Hauptbahnhof – Rampe Ruhrstadion                  |
| 01. September 1984 | 127/301/302 | Gelsenkirchen Rampe Rheinelbestraße – Rampe Musiktheater |
| 02. September 1989 | U35         | Bochum Hauptbahnhof – Herne Schloss Strünkede            |
| 28. November 1993  | U35         | Bochum Hauptbahnhof – Rampe Wasserstraße                 |
| 29. Mai 1994       | 301         | Gelsenkirchen Heinrich-König-Platz – Rampe Ruhr-Zoo      |
| 29. Januar 2006    | 302/310     | Bochum Rampe Jacob-Mayer-Straße – Rampe Lohring          |
| 29. Januar 2006    | 306         | Bochum Rampe Rathaus – Anschluss Hauptbahnhof            |

Außer der Normalspur-Linie U 35 wurden diese Tunnel im sogenannten Stadtbahnvorlaufbetrieb von den Meterspur-Straßenbahnlinien genutzt. Auch an der Oberfläche wurden Strecken bereits für den Stadtbahnbetrieb vorbereitet, so zum Beispiel die Linie 310 auf der Essener Straße.

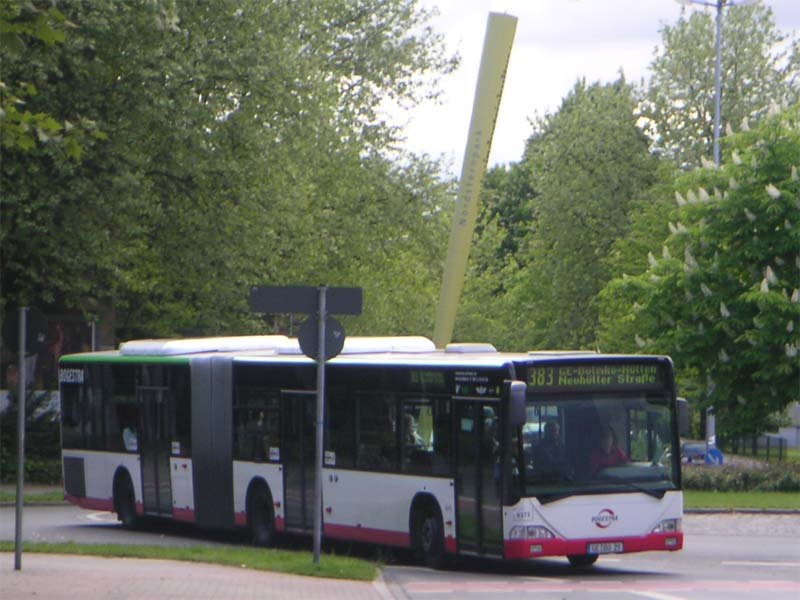
Ein Gelenkbus (Baujahr 2003) der Bogestra mit einheitlicher Farbgebung der KöR (Kooperation östliches Ruhrgebiet) am Nordsternpark in Gelsenkirchen

Um im härter werdenden Wettbewerb bestehen zu können und Kosten zu sparen, gründete die Bogestra im Jahr 1999 mit den Nachbarbetrieben DSW21, Straßenbahn Herne–Castrop-Rauxel (HCR) und Vestische Straßenbahnen die Kooperation östliches Ruhrgebiet (KÖR). Auf unterschiedlichen Gebieten sollen Synergieeffekte genutzt werden, wie bei der gemeinsamen Busbeschaffung mit einheitlicher Farbgebung, Austausch von Werkstattleistungen, einem gemeinsamen Internetauftritt und weiteren Projekten.

### Ab 2000

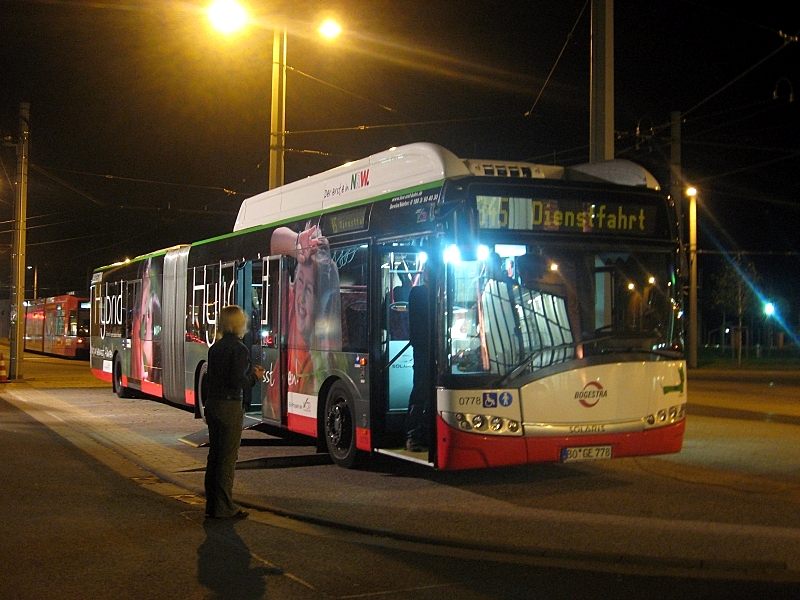
Hybridbus der Bogestra auf dem Betriebshof Engelsburg

Der Straßenbahn-Betriebshof Gelsenkirchen wurde nach dreijähriger Umbauzeit am 18. Mai 2003 offiziell wiedereröffnet. Teile der historischen Fassade blieben erhalten, die neu erbaute Wagenhalle bietet nun Platz für 35 Niederflurwagen.

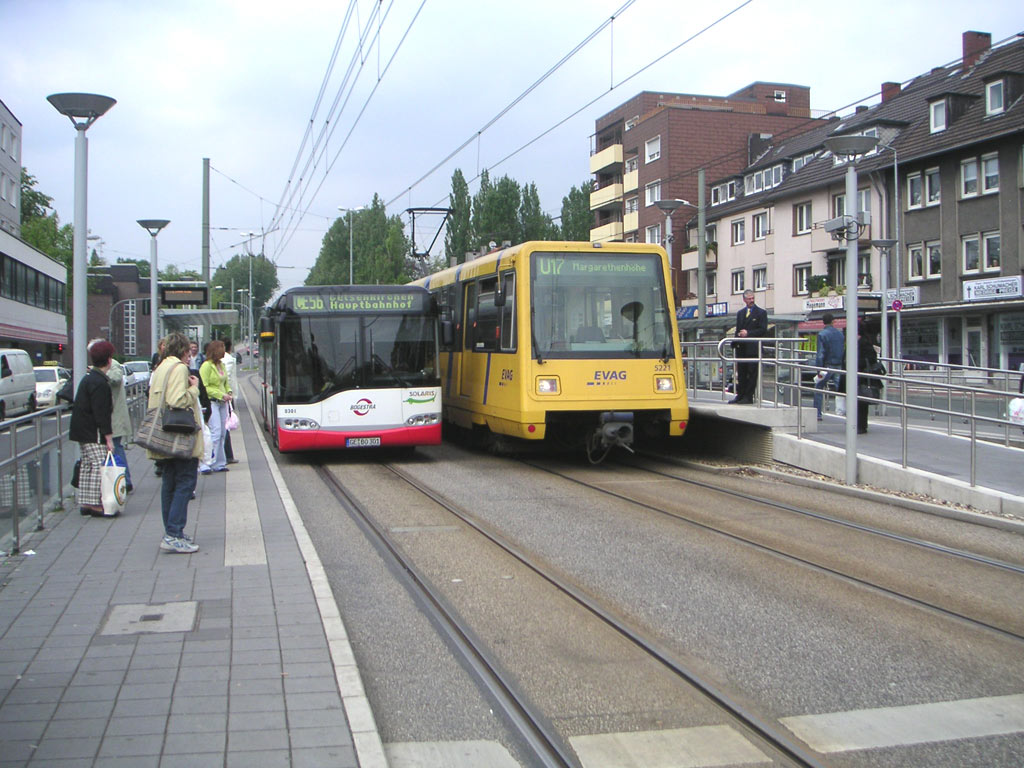
Solaris Urbino, Bogestra, im Einsatz auf der Linie CE56 (Neu: SB 36) (links) und Stadtbahn im Einsatz auf der Linie U17 (damals EVAG, heute Ruhrbahn) an der Haltestelle Buerer Straße in Gelsenkirchen-Horst

Am 4. Juli 2004 wurde der letzte Abschnitt der U 17 auf Gelsenkirchener Stadtgebiet fertiggestellt. Seitdem ist der Abschnitt der heutigen Ruhrbahn zwischen Essen-Altenessen und Gelsenkirchen-Horst komplett zur normalspurigen Stadtbahn umgebaut.
Am 1. August 2005 wurde nach rund dreijähriger Bauzeit der Betriebshof Engelsburg eröffnet. Auf dem 102.000 m² großen Gelände befinden sich die 40 × 220 m große Abstellhalle für 55 Niederflur-Straßenbahnwagen, die Zentralwerkstatt, der Bauhof und die Energiezentrale für die meterspurige Straßenbahn. Insgesamt kostete der Bau der Anlage 69 Millionen Euro, von denen 90 % von Bund und Land übernommen wurden. Diese Summe beinhaltete auch eine rund 86.000 m² große ökologische Ausgleichsfläche und ein umfassendes RE-Konzept. So werden rund 85 % des verbrauchten Wassers auf dem Gelände gereinigt und wiederverwendet. Ein zuvor unbekannter Stollen wurde in seiner jetzigen Form beibehalten, da er sich im Laufe der Zeit, als das Gelände der ehemaligen Zeche Vereinigte Engelsburg zwischen Donezk-Ring, Engelsburger Straße, Essener Straße und Goldhammer Bach brach lag, zu einem Refugium für Fledermäuse entwickelt hat. Am 18. September 2005 fand die offizielle Eröffnung mit einem Tag der offenen Tür statt, den rund 80.000 Besucher nutzten, um sich den neuen Betriebshof anzusehen.

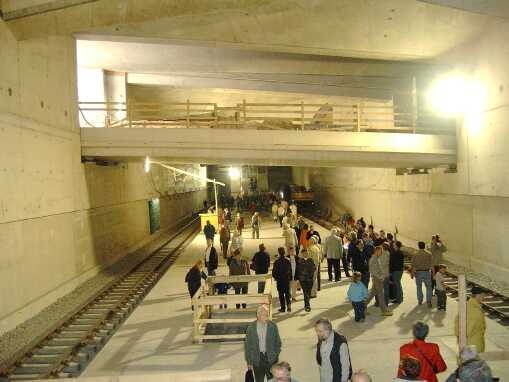
Rohbau des U-Bahnhofs Bochum Rathaus Süd. Unten sind die Gleise der Linien 302 und 310 zu sehen. Quer die Brücke durch den U-Bahnhof, über die heute die Linie 306 führt

Am 29. Januar 2006 wurden in der Bochumer Innenstadt zwei neue Stadtbahntunnel in Betrieb genommen. Der eine durchquert die Innenstadt in West-Ost-Richtung und nimmt die Linien 302 und 310 auf. Diese 3 km lange Strecke verfügt über vier Bahnhöfe: Bochumer Verein/Jahrhunderthalle, Bochum Rathaus Süd, Bochum Hauptbahnhof (gemeinsamer Bahnsteig mit Linie U35) und Lohring. Dieser Tunnel war eigentlich für die früher geplante U21 vorgesehen. Durch den zweiten Tunnel vom Rathaus zum Hauptbahnhof führt die Linie 306. Er hat keine weiteren Bahnhöfe, führt aber als Besonderheit auf einem Brückenbauwerk durch den Bahnhof Rathaus Süd und endet unterirdisch im oberen Gleisbereich (Linie 308/318) des U-Bahnhofs Bochum Hauptbahnhof. Durch eine Verbindungskurve vom Tunnel 302/310 am Bochumer Rathaus stellt dieser Tunnel zugleich die Erreichbarkeit des Betriebshofs Engelsburg vom Tunnel der Linie 308/318 her. Mit diesen beiden Tunneln verschwanden auch die letzten Straßenbahnstrecken aus der Bochumer Innenstadt. An der Oberfläche wurde die Massenbergstraße, auf der vorher die Linien 302/306/310 verkehrten, zum schienenfreien Boulevard umgestaltet. Allerdings verkehren dort auch weiterhin die Omnibuslinien 336, 345 und 368.
Seit dem 1. August 2009 beschäftigt die Bogestra erstmals 100 Auszubildende.
Viele Busse besitzen seit Ende 2009 das Rechnergestützte Betriebs-Leitsystem (RBL).
Am 1. August 2010 wurde ein elektronisches Einstiegkontrollsystem (EEKS) eingeführt, das anfangs zu einer Reihe von Beschwerden aufgrund nicht akzeptierter Fahrscheine führte.
Ab Herbst 2012 wurde eine neue Trasse von Witten-Crengeldanz über Langendreer nach Laer Mitte mit einem Abzweig zum S-Bahnhof Langendreer gebaut, die nach Fertigstellung von den Linien 310 und zum Teil 302 bedient wird. Der Abschnitt zum Bahnhof Langendreer (Linie 302) wurde im Oktober 2017 eröffnet. Seit November 2020 ist auch der Abzweig in Richtung Witten für die Linien 309 und 310 freigegeben.
Zwischen Februar und Juli 2018 wurde die Fahrplanfrequenz auf der Linie 302 zwischen Gelsenkirchen Hauptbahnhof und Buer Rathaus in der Hauptverkehrszeit versuchsweise auf einen 5-Minuten-Takt verdichtet, dies in Zusammenhang mit der Reduzierung von Feinstaub. Das Projekt wurde mit Beginn der NRW-Sommerschulferien vorerst auf Eis gelegt. Seit dem 15. Dezember 2019 gilt wochentags und teilweise auch samstags bei 301 und 302 der 7½-Minuten-Rhythmus.

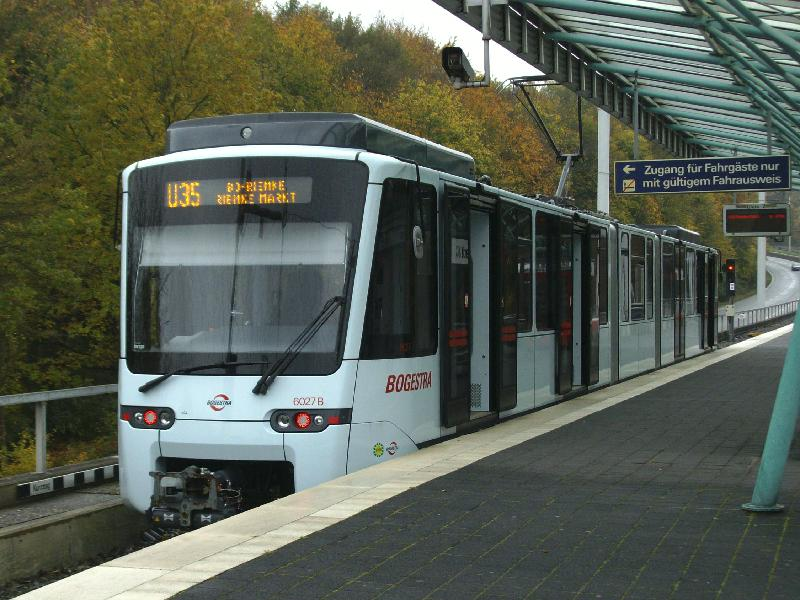
Einer der neuen Stadtbahnwagen vom Typ Stadler Tango unterwegs auf der U35

Zum 15. Dezember 2019 wurde das Fahrplanangebot auf das sogenannte Liniennetz 2020 umgestellt. Dies war die größte Veränderung in der Geschichte des Verkehrsunternehmens und geschah aufgrund überarbeiteter Nahverkehrspläne und wegen der Anpassung auf die Taktzeiten der S-Bahn Rhein-Ruhr. Viele neue Straßenbahnlinien (z. B. 305, 309, 316) und Buslinien (z. B. 339, 352, 374) wurden eingeführt oder ergänzen den bereits vorhandenen Verlauf, teilweise durch eine veränderte Linienführung. Außerdem sind die sogenannten Schwesterlinien 344/346 und 345/355 vorgesehen. Verschiedene Linien (z. B. 344, 352, 355, 357/358, 360, 377, 388, 394) wurden eingestellt oder bekamen neue Nummern. Auch die letzte City-Express-Linie der Bogestra (CE31) wurde durch die neue Buslinie 350 ersetzt. Manche Linien erhielten veränderte Linienwege (z. B. 354, 364, 369, 390). Bei der Straßenbahn ist der Fahrplan gewöhnungsbedürftig: In der Praxis wird der auf einigen Abschnitten vorgesehene 7½-Minuten-Rhythmus als Sieben-Acht-Minuten-Takt gefahren, um halbe Abfahrtsminuten zu vermeiden.
Zwischen März und April 2020 fuhr die Bogestra auf allen Linien montags bis freitags ab 8 Uhr morgens nach dem Samstagsfahrplan. Grund dafür war die Verbreitung des COVID-19-Virus und der starke Rückgang der Fahrgastzahlen während der Kontaktbeschränkungen. Linien, die im Regelfahrplan nur montags bis freitags bedient werden, wurden nicht befahren. Am 13. November 2020 sind die letzten beiden Triebwagen der NF6D-Baureihe (Tw 401 und 421) aus dem Liniendienst ausgeschieden und wurden am 24. November 2020 als Schwertransport wie die meisten Wagen dieser Baureihe zu den Verkehrsbetrieben Łódź gebracht.
Am 9. Januar 2023 ging eine 850 Meter lange Stichstrecke der Linie 302 zwischen Laer Mitte und O-Werk in Betrieb.

### Aussichten

#### Straßenbahn
Ab voraussichtlich August 2020 wird die Trasse auf dem ehemaligen Opel-Gelände errichtet. Diese soll nach Fertigstellung von der Linie 302, von der Haltestelle Laer Mitte aus, bedient werden. Die Straßenbahn Trasse ist nun fertig und seit dem 9. Januar 2023 fährt die 302 auf dem ehemaligen Opel-Gelände (O-Werk).
Auf den Linien 308/318 sollen die beiden eingleisigen Abschnitte auf der 308/318, der Abschnitt zwischen Gerthe Mitte und der derzeitigen Endhaltestelle Schürbankstraße sowie der Abschnitt zwischen Linden Mitte und Dahlhausen Bf. langfristig zweigleisig ausgebaut werden. Ein erster Abschnitt in Linden zwischen den Haltestellen Linden Mitte und Zentrum Augusta Linden wurde am 1. September 2008 nach über einjähriger Bauzeit wieder dem Verkehr übergeben.
Die Maßnahmen zur Modernisierung und Beschleunigung der Linie 306 auf Bochumer und Herner Stadtgebiet sind abgeschlossen. Auch der ehemals eingleisige Abschnitt der Strecke an der Riemker Straße ist zweigleisig ausgebaut worden.
Auf der Linie 301 erfolgt weiter der niederflurgerechte Ausbau auf der Horster Straße mit Beseitigung der Eingleisigkeit am Bahnübergang Buer Süd Bahnhof.
Im März 2008 hat die Auslieferung 30 neuer Niederflur-Straßenbahnwagen vom Typ Stadler Variobahn begonnen, die einen Teil der Stadtbahnwagen Typ M ablösen sollen. Von 2013 bis 2015 wurde die zweite Serie von 15 Stadler Variobahnwagen geliefert. Eine dritte Serie von 42 mit Option auf bis zu 8 weiteren Wagen wurde im August 2015 bestellt. Mit der Auslieferung wurde Ende September 2016 begonnen. Sie sollen nach einem neuen Bestuhlungskonzept eingerichtet werden und auch einen robusteren Aufprallschutz erhalten. Sie sollen die inzwischen schadanfälligen Triebwagen des Typs NF6D bis 2020 vollständig ersetzen.
Geplant ist zurzeit weiterhin der durchgehend zweigleisige Ausbau der Linie 310 auf Wittener Stadtgebiet.

#### Stadtbahn
Die lange vorgesehene nördliche Verlängerung der Linie U35 von Herne nach Recklinghausen ist weiterhin möglich, wenn auch auf absehbare Zeit nicht beabsichtigt. Am südlichen Ende der U35 hingegen ist geplant, die Strecke um zwei Stationen von der Hustadt zur Hochschule Bochum (ehemals Fachhochschule Bochum) zu verlängern. Gemäß dem ursprünglichen Stadtbahnkonzept war stattdessen die Verlängerung Richtung Süden über den Kemnader See bis zum Wittener Hauptbahnhof vorgesehen, die aber wegen dafür benötigter aufwändiger Kunstbauten und wegen der Streckenführung durch dünn besiedeltes Gebiet nicht weiter verfolgt wird. Trotz eines entsprechenden Beschlusses des Hauptausschusses der Stadt Bochum vom 23. Juli 2003 konnte allerdings bislang nicht mit dem Bau begonnen werden, da verbindliche Finanzierungszusagen des Landes Nordrhein-Westfalen nach wie vor fehlen. Ursprünglich war der Baubeginn im Jahr 2005 vorgesehen; jedoch ist dies auch zu Beginn des Jahres 2023 noch nicht geschehen.
Im August 2007 begann die Auslieferung von sechs neuen Triebwagen vom Typ Stadler Tango, damit alle Züge in Doppeltraktion verkehren können, sowie um die Fahrzeugreserve zu erhöhen (und auch für die geplante Erweiterung zur Hochschule Bochum). Seit 2008 werden die sechs Fahrzeuge im Liniendienst eingesetzt.

#### Zusammenfassung
Die Pläne eines normalspurigen Stadtbahnnetzes aus den 1970er Jahren werden aus Kostengründen sehr wahrscheinlich nicht mehr umgesetzt werden können. Die Linie U35 wird aus heutiger Sicht einzige normalspurige Linie bleiben. Dagegen werden die Meterspurlinien an der Oberfläche ausgebaut und sollen soweit möglich durch entsprechend angepasste Bahnsteige einen niveaugleichen Einstieg in die Niederflur-Straßenbahnwagen bieten.

## Linien

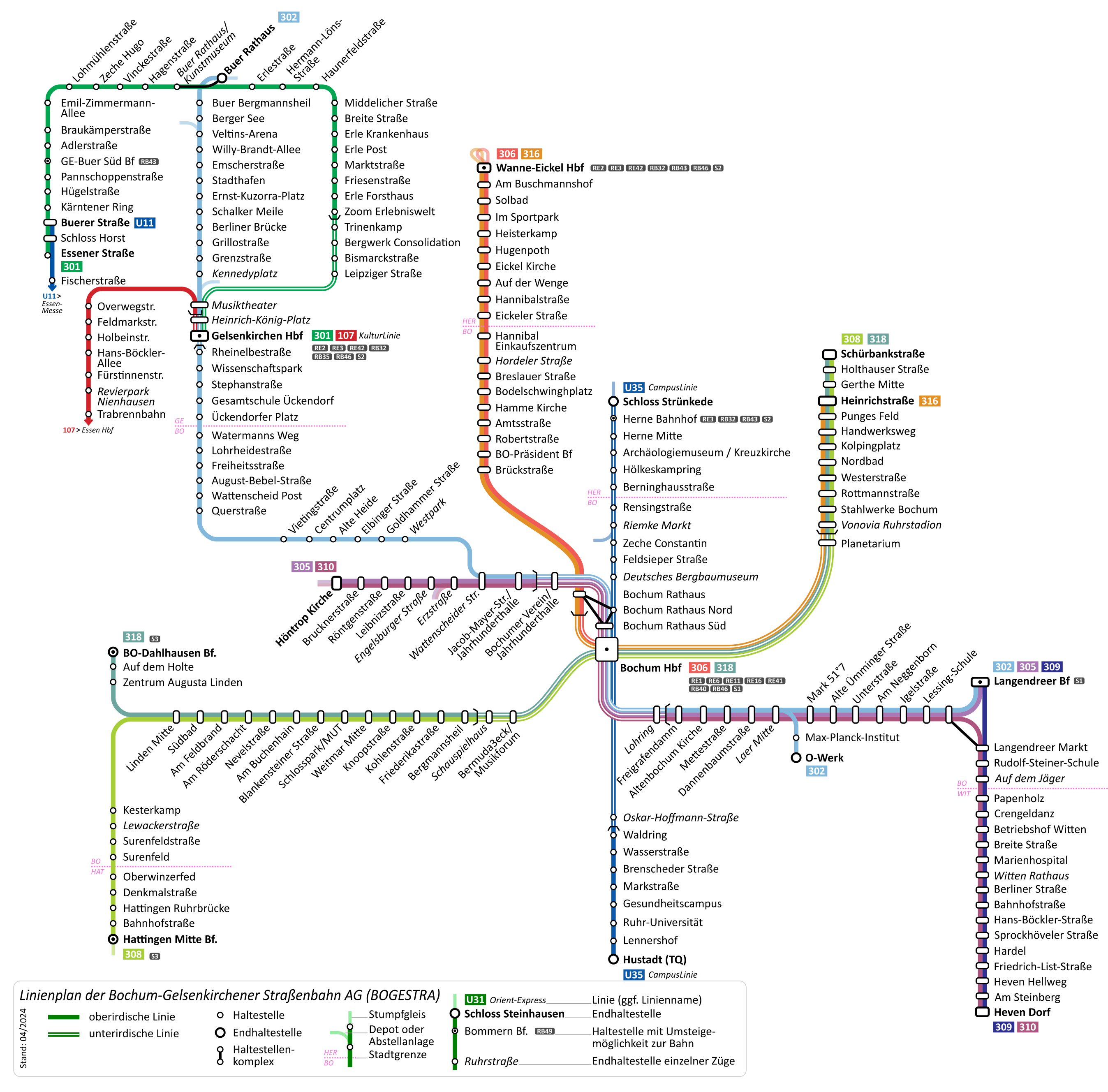
Linienplan der Bogestra 2024

Die Bochum-Gelsenkirchener Straßenbahnen AG betreibt (Stand Januar 2025) folgende Linien:

### Stadt- und Straßenbahn
| Linie | Linienverlauf | Takt (Mo–Fr)                                                  | Bemerkung |
| ----- | --- | ------------------------------------------------------------- | --- |
|       | GE-Horst, Buerer Straße – Schloss Horst – GE-Horst, Fischerstraße – E-Karnap, Alte Landstraße – Boyer Straße – E-Karnap, Arenbergstraße – E-Altenessen, Heßlerstraße – II. Schichtstraße – U Karlsplatz – U Altenessen Mitte – U Kaiser-Wilhelm-Park – U Altenessen Bf – U Bäuminghausstraße – U Bamlerstraße – U Universität Essen – U Berliner Platz – U Hirschlandplatz – U Essen Hbf – U Philharmonie – U Rüttenscheider Stern – U Martinstraße – U Messe Ost/Gruga – Essen, Messe West/Süd/Gruga                 | 10 min                                                        | Fahrzeugeinsatz nur durch die Ruhrbahn. Siehe Stadtbahn Essen#U 11 |
|       | U Herne, Schloß Strünkede1 – U Herne Bf – U Herne Mitte – U Archäologie-Museum/Kreuzkirche – U Hölkeskampring – U Herne, Berninghausstraße – U Bochum, Rensingstraße – U Riemke Markt2 – U Zeche Constantin – U Feldsieper Straße – U Deutsches Bergbau-Museum – U Bochum Rathaus (Nord) – U Bochum Hbf – U Oskar-Hoffmann-Straße – U Waldring – Wasserstraße – Brenscheder Straße – Markstraße – Gesundheitscampus – Ruhr-Universität – Lennershof BO – Bochum Hustadt (TQ)3 Die Linie U 35 heißt auch „CampusLinie“ | 10 min (1–2) 05 min (2–3)                                     | auch als NachtExpress während der Vorlesungszeit wird montags bis freitags morgens alle 6 Minuten Hustadt–Herne, dazwischen alle 12 Minuten Hustadt–Bergbaumuseum gefahren, tagsüber alle 10 Minuten jeweils Hustadt–Herne und Hustadt–Riemke |
| 107   | Kulturlinie 107: U Gelsenkirchen Hbf – U Heinrich-König-Platz – Gelsenkirchen Musiktheater – Gelsenkirchen-Feldmark – Essen-Katernberg – Zollverein Nord Bf – Abzw. Katernberg – Zollverein – Stoppenberg – U Viehofer Platz – U Rathaus Essen – U Essen Hbf | 20 min                                                        | Fahrzeugeinsatz durch die Ruhrbahn; Bogestra-Fahrten am Samstagmorgen, siehe Kulturlinie 107 |
| 301   | Gelsenkirchen-Horst Essener Str. – Schloss Horst – Buerer Str. – Gelsenkirchen-Buer Süd Bf – Beckhausen - Buer Rathaus/Kunstmuseum – Erle – ZOOM Erlebniswelt – U Trinenkamp – U Bergwerk Consolidation – U Bismarckstraße – U Leipziger Straße – U Musiktheater – U Heinrich-König-Platz – U Gelsenkirchen Hbf | 7/8 min                                                       | vom 1. März bis zum 1. November an Sonn- und Feiertagen 15-Min-Takt |
| 302   | Gelsenkirchen-Buer Rathaus – Gelsenkirchen, Veltins-Arena – Gelsenkirchen-Schalke – Musiktheater – U Heinrich-König-Platz – U Gelsenkirchen Hbf – Gelsenkirchen-Ückendorf – Bochum-Wattenscheid, August-Bebel-Platz – Stahlhausen Wattenscheider Str. – U Bochumer Verein/Jahrhunderthalle – U Rathaus (Süd) – U Bochum Hbf – U Lohring – Altenbochum Kirche – Bochum-Laer Mitte – (Mark 51° 7 – Langendreer Markt – Langendreer ) / O-Werk                                                                           | 7/8 min (Buer–Laer) 15 min (Laer–Langendreer und Laer–O-Werk) | jede zweite Fahrt ab Laer Mitte weiter nach Langendreer Seit dem 9. Januar 2023 fährt die 302 ab der Haltestelle Laer Mitte mit jeder zweiten Fahrt über die neue Haltestelle Max-Planck-Institut zur Haltestelle O-Werk.                     |
| 305   | Bochum-Wattenscheid Höntrop Kirche – Stahlhausen Wattenscheider Str. – U Bochumer Verein/Jahrhunderthalle – U Rathaus (Süd) – U Bochum Hbf – U Lohring – Altenbochum Kirche – Bochum-Laer Mitte – Mark 51° 7 – Langendreer Markt – Langendreer | 30 min                                                        | verstärkt die Linie 310 zwischen Höntrop Kirche und Langendreer Markt sonn-/feiertags kein Betrieb |
| 306   | Wanne-Eickel Hbf – Eickel Kirche – Eickel Auf der Wenge – Bochum-Hofstede – Bochum-Hamme Amtsstr. – Bochum Rathaus – U Bochum Hbf | 15 min                                                        | auch als NachtExpress |
| 308   | Bochum-Gerthe Schürbankstraße – Gerthe Mitte – Heinrichstr. – Harpen – Vonovia Ruhrstadion – U Planetarium – U Bochum Hbf – U Bermuda3eck/Musikforum – U Schauspielhaus – Bergmannsheil – Weitmar – Linden Mitte – Hattingen-Winz-Baak – Hattingen Mitte | 15 min                                                        | bildet mit Linie 318 zwischen Bochum Hbf und Linden Mitte werktags einen 7½-Minuten-Takt |
| 309   | Bochum-Langendreer – Langendreer Markt – Witten, Crengeldanz – Witten, Marienhospital – Witten Rathaus – Witten, Bahnhofstraße – Witten, Heven Dorf | 30 min                                                        | verstärkt die Linie 310 zwischen Langendreer Markt und Witten-Heven Dorf sonn-/feiertags kein Betrieb |
| 310   | Bochum-Wattenscheid Höntrop Kirche – Stahlhausen Wattenscheider Str. – U Bochumer Verein/Jahrhunderthalle – U Rathaus (Süd) – U Bochum Hbf – U Lohring – Altenbochum Kirche – Bochum-Laer Mitte – Mark 51° 7 – Langendreer Markt – Witten, Crengeldanz – Witten, Marienhospital – Witten Rathaus –Witten, Bahnhofstraße – Witten, Heven Dorf | 30 min                                                        | verstärkt durch die Linie 305 zwischen Höntrop Kirche und Langendreer Markt und zwischen Langendreer Markt und Witten-Heven Dorf verstärkt durch die Linie 309                                                                                |
| 316   | Wanne-Eickel Hbf – Eickel Kirche – Eickel Auf der Wenge – Bochum-Hofstede – Hamme Amtsstr. – Bochum Rathaus – U Bochum Hbf – U Planetarium – Vonovia Ruhrstadion – Harpen – Gerthe Heinrichstr. | 15 min (zur HVZ)                                              | verstärkt Linie 306 zwischen Bochum Hbf und Wanne-Eickel und Linie 308/318 zwischen Bochum Hbf und Heinrichstraße samstags, sonn- und feiertags kein Betrieb                                                                                  |
| 318   | (Bochum-Gerthe Schürbankstraße – Gerthe Mitte – Heinrichstr. – Harpen – Vonovia Ruhrstadion – U Planetarium –) U Bochum Hbf – U Bermuda3eck/Musikforum – U Schauspielhaus – Bergmannsheil – Weitmar – Linden Mitte – Bochum-Dahlhausen | 15 min                                                        | auch als NachtExpress bildet mit Linie 308 zwischen Bochum Hbf und Linden Mitte werktags einen 7½-Minuten-Takt abends sowie an Sonn-/Feiertagen ganztägig weiter bis Gerthe                                                                   |

### Bus- und Schnellbus
| Linie | Linienverlauf | Bemerkung | Takt |
| ----- | --- | --- | --- |
| SB 33 | Bochum-Wattenscheid, August-Bebel-Platz – Bochum Wattenscheid Bahnhof – Bochum-Querenburg, Ruhr-Universität | SchnellBus zwischen Ruhr-Uni und Wattenscheid nur während der Vorlesungszeiten; samstags, sonn- und feiertags kein Betrieb | 60/–/– |
| SB 36 | Gelsenkirchen Hbf – Musiktheater – Lockhofstraße – Nordsternpark / Am Bowengarten – Schloß Horst – Buerer Straße – Gladbeck Münsterländer Straße – Sportpark Mottbruch – Heilig-Kreuz-Kirche – Marktplatz – Oberhof – Goetheplatz – Gladbeck West – Hegestraße – Josefstraße – Bottrop Forststraße – Oberhofstraße – Schulze-Delitzsch-Straße – Pelsstraße – Finkenweg – Bottrop-Kirchhellen, Schultenkamp | Fahrzeugeinsatz mit Vestische Straßenbahnen Ab dem 27. August 2025 (Fahrplanwechsel VESTISCHE) fährt der SB 36 einen neuen Linienweg in Bottrop-Kirchhellen und erhält die neue Endhaltestelle Schultenkamp | 20/30/60 Abends und Sonntags im 60 Minuten-Takt zwischen Schloß Horst und Bottrop/Gladbeck |
| SB 37 | Bochum Hbf – Südring – Schauspielhaus – Berneckerstraße – Königsallee / Markstraße – Kosterstraße – Brockhauser Straße – Hattingen Henrichshütte – Hattingen Mitte – Bredenscheid – Nieder-Sprockhövel Kirche – Haßlinghausen Busbahnhof – Harkortstraße – Schwelm Bahnhof – Ennepetal Alte Wache – Ennepetal Busbahnhof | Fahrzeugeinsatz mit VER. | 60/60/60 Montags bis freitags morgens und nachmittags im 30 Minuten-Takt zwischen Bochum Hbf und Haßlinghausen Busbahnhof. Abends nach 20.30 Uhr und sonntags ganztägig nur zwischen Bochum Hbf und Haßlinghausen Busbahnhof, ab Haßlinghausen weiter als 557 nach Schwelm. |
| SB 67 | Bochum-Querenburg, Ruhr-Universität – Witten Heven Dorf – Freizeitbad Heveney – Herbede Mitte – Hattingen Steinenhaus – Witten Rehnocken – Nieder-Sprockhövel Kirche – Haßlinghausen Busbahnhof – Schwenke – Wuppertal Bromberger Straße / WSW – Alter Markt (Barmen Bahnhof) – Am Haspel – Wuppertal Hbf | Fahrzeugeinsatz durch VER. | 60/60/– Sonntags kein Betrieb. |
| 194   | Gelsenkirchen Hbf – Haus Leithe – Brüggemannstraße – Achternbergstraße – Essen Zeche Bonifacius – Essen Kray Nord – Kray Mitte – Essen Kray Süd – Essen Steele – Grendplatz – Am Ruhrwehr – Annental – Finefraustraße – Stadtwaldplatz – Villa Hügel – Bredeney – Bredeney Friedhof – Essen-Haarzopf, Erbach | Gemeinschaftsverkehr mit der Ruhrbahn ab 21:30 Uhr zwischen Gelsenkirchen Hbf und Achtenbergstraße nur AST-Verkehr | in Gelsenkirchen 20/30/30 |
| 313   | Bochum, Riemke Markt – Hofstede – Hannibal Einkaufszentrum – Herne-Eickel – Wanne-Eickel Hbf – Cranger Kirmes/Florastraße | Linie verkehrt nur während der Cranger Kirmes auf dem Streckenverlauf der Linien 385 und 306 | 60/60/60 |
| 320   | Witten-Rüdinghausen, Auf dem Wellerskamp – Erbstollenstraße (> Witten Hbf / Bochum Ruhr-Uni / Sprockhövel) – Im Eickhoff (> Auf dem Wellerskamp) – Am Hang – Fröbelstraße – Wendeschleife Am Hang – Witten Annen – Holzkampstraße – Bruchschule – Marienhospital – Witten Rathaus – Witten Hbf – Bahnhofstraße – Sprockhöveler Straße – Potthofstraße – Heven Dorf – Freizeitbad Heveney – Bochum Hafen Heveney – Botanischer Garten – Gesundheitscampus – Bochum-Querenburg, Ruhr-Universität / – Witten Herbede Mitte – Kämpenstraße – Hattingen Steinenhaus – Witten Rehnocken – Sprockhövel Schultenbuschstraße – Kreuzstraße – Nieder-Sprockhövel Kirche                                                   | Linienast zur Haltestelle Kämpen wird durch die Linie 375 ersetzt Zurzeit fährt die 320 ab Freizeitbad Heveney über die Autobahn direkt nach Nieder-Sprockhövel und dann weiter nach Bochum-Stiepel (Grund: Bauarbeiten) Fahrten nach Witten-Herbede durch Sonderlinie 320E | je nach Endpunkt zwischen Heven Dorf und Annen 15/15/30-Minuten-Takt |
| 320E  | Bochum-Querenburg, Ruhr-Universität – Technologiequartier – Witten Heven Dorf – Herbeder Straße – Herbede Mitte – Witten-Herbede, Knappensiedlung | Sonderlinie 320E von Bochum-Querenburg, Ruhr-Universität nach Witten-Herbede, Knappensiedlung | 60 Minuten Takt |
| 336   | Bochum Hbf – Bochum Hbf / Boulevard – Bochum Rathaus – Augusta-Krankenhaus – Kunstmuseum – Planetarium – Tierpark – St. Josef-Hospital – Vierhausstraße – Heckertstraße – Patmosstraße – Biggestraße – Aggerstraße – Rottmannstraße – Laurentiusstraße – Brücke Ruhr Park – Alte Werner Straße – Dortmund Holtestraße – Bochum Borgmannstraße – Dortmund Kaubomstraße – Dortmund Lütgendortmund S | verstärkt durch die Linie 339 | 30/30/30 |
| 339   | Bochum-Querenburg, Ruhr-Universität – Auf der Papenburg – Semperstraße – Markstraße / Gesamtschule – Wiemelhauser Straße – Bruchstraße – Trimonte – Werk Eickhoff – Rechener Park – Alter Eistreff – Lohring – Bochum Hbf / Boulevard – Bochum Rathaus – Augusta-Krankenhaus – Kunstmuseum – Planetarium – Tierpark – St. Josef-Hospital – Vierhausstraße – Heckertstraße – Patmosstraße – Aggerstraße – Rottmannstraße – Laurentiusstraße – Alte Werner Straße – Bochum-Harpen, Ruhr Park | verstärkt die Linie 336. Samstags und sonntags kein Betrieb. Die Linie fährt nicht über Biggestraße und Brücke Ruhr Park | 30/–/– |
| 340   | Gelsenkirchen-Rotthausen, Landschede – Achternbergstraße – Karl-Meyer-Straße – Auf der Reihe – Wittekindstraße – Machensplatz – Musiktheater – Grillo-Gymnasium – Hohenstaufenallee – Konradstraße – Herne Friedrichstraße – Bickernstraße – Wanne-Eickel Hbf – Herforder Straße – Dorstener Straße – Herne-Holsterhausen, Drosselweg | während der Cranger Kirmes werden E-Wagen als Linie 340E zwischen Festgelände und Gelsenkirchen Hbf eingesetzt. | 20/30/30 |
| 342   | Gelsenkirchen-Buer, Westfälische Hochschule – Neidenburger Straße – Schaffrathstraße – Adlerstraße – Gelsenkirchen Buer Süd – Friedhof Beckhausen-Sutum – Emscherstraße – Verkehrshof – Manfredstraße – Heistraße – Marktstraße – Thorner Platz / – Erle Forsthaus – ZOOM Erlebniswelt – Fleuthebrücke – Herne Künstlerzeche – Recklinghauser Straße – Fred-Endrikat-Straße – Freizeitbad Wananas – Wanne-Eickel Hbf | Montags bis Freitags 30-Minuten-Takt zwischen Westfälischer Hochschule und Erle Forsthaus / Ab Wanne-Eickel Hbf weiter als Linie 384 / Fährt Sonntags über ZOOM-Erlebniswelt während der Cranger Kirmes wird zusätzlich die Linie 342E ab Erle Forsthaus gefahren | 30/60/60 |
| 344   | Bochum-Wattenscheid, Freiheitstraße – August-Bebel-Platz – Bochum Wattenscheid Bahnhof – Lohackerstraße – Höntrop Kirche – Bochum WAT-Höntrop S – Talstraße – Eppendorf Mitte – Weitmar Mitte – Schloßpark Weitmar – Am Kuhlenkamp – Kemnader Straße – Königsallee / Markstraße – Wiemelhauser Straße – Markstraße / Gesamtschule – Ruhr-Universität – Hustadtring – Schattbachstraße – Hustadt – Bochum-Querenburg, Hochschule | verstärkt durch die Linie 346; fährt über Wattenscheid Bahnhof, Eppendorf Mitte und Markstraße Gesamtschule in der SVZ nur bis Hustadt Die Haltestelle Fachhochschule wurde in Hochschule Bochum umbenannt. | 30/30/30 |
| 346   | Bochum-Wattenscheid, Freiheitstraße – August-Bebel-Platz – Hardenbergstraße – Lohackerstraße – Höntrop Kirche – Bochum WAT-Höntrop S – Talstraße – Munscheider Straße – Weitmar Mitte – Schloßpark Weitmar – Am Kuhlenkamp – Kemnader Straße – Königsallee / Markstraße – Wiemelhauser Straße – Kiefernweg – Gesundheitscampus – Ruhr-Universität – Hustadtring – Schattbachstraße – Hustadt – Bochum-Querenburg, Hochschule | verstärkt die Linie 344 fährt über Hardenbergstraße, Munscheider Straße und Gesundheitscampus Die Haltestelle Fachhochschule wurde in Hochschule Bochum umbenannt. samstags und sonntags kein Betrieb | 30/-/- |
| 345   | Bochum Dahlhausen S – Am Birkenwald – Scharpenseelstraße – Munscheider Straße – Eppendorf Mitte – Schützenstraße – Steinhagen – Engelsburger Straße – Wattenscheider Straße – Bochumer Verein – Bochum West – Bochum Rathaus – Bochum Hbf / Boulevard – Oskar-Hoffmann-Straße – Aral-Forschung – Wasserstraße – Altenbochum Kirche – Laer Mitte / Suntumer Straße – Laerfeldstraße – Rüsingstraße – Werner Straße – Werne Mitte – Werne Amt – Bochum Langendreer West S – Lessing-Schule – Langendreer Amt – Rudolf-Steiner-Schule – Bochum-Langendreer, Knappschafts-Krankenhaus | verstärkt durch die Linie 355 Haltestellenposition Bochum Langendreer West auf der Lünsender Straße | 30/60/60 |
| 355   | Bochum Dahlhausen S – Am Birkenwald – Scharpenseelstraße – Munscheider Straße – Eppendorf Mitte – Schützenstraße – Bärendorfer Straße – Lange Malterse – Bergmannsheil – Yorckstraße – Bochum Ehrenfeld – Bochumer Verein – Bochum West – Bochum Rathaus – Bochum Hbf / Boulevard – Lohring – Schulenburgstraße / VBW – Bochum Hauptfriedhof – Laer Mitte / Suntumer Straße – Laerfeldstraße – Rüsingstraße – Werner Straße – Werne Mitte – Werne Amt – Bochum Langendreer West S – Lessing-Schule – Langendreer Amt – Rudolf-Steiner-Schule – Knappschafts-Krankenhaus – Baroper Straße – Urbanusstraße – Bochum-Langendreer, Sportplatz Papenholz                                                             | verstärkt die Linie 345, fährt nur nach Bochum-Dahlhausen über Yorckstr. Haltestellenposition Bochum Langendreer West auf der Lünsender Straße | 30/60/60 |
| 348   | Gelsenkirchen-Bulmke-Hüllen, Konradstraße – Sparkasse Hüllen – Tossehof – Ravenbusch – Kopernikusstraße – Walpurgisstraße – Leipziger Straße – Grillo-Gymnasium – Gelsenkirchen Hbf – Machensplatz – Wittekindstraße – Auf der Reihe – Essen Huestraße – Kraspothstraße – Viermännerhöfe – Essen Abzweig Katernberg | abends, samstags ab ca. 18.00 Uhr und sonntags ganztägig ab der Haltestelle Tossehof Samstagmorgens wenige Fahrten zur Haltestelle Essen Kraspothstraße | 30/30/30 |
| 349   | Bochum Hbf – Oskar-Hoffmann-Straße – Wasserstraße – Trimonte – Bruchstraße – Wiemelhauser Straße – Königsallee / Markstraße – Kemnader Straße – Krockhausstraße – Bochum-Stiepel, Haarstraße / – Am Holtkamp – Bochum-Weitmar, Blankensteiner Straße | ab Haltestelle Kemnader Straße stündlich zu den Endhaltestellen Haarstraße und Blankensteiner Straße. | 30/30/30 |
| 350   | Bochum Hbf – Südring – Bermuda3Eck / Musikforum – Schauspielhaus – Rechener Park – Werk Eickhoff – Knappschaft – Berneckerstraße – Königsallee / Markstraße – Haarstraße – Haarholzer Straße – Stiepeler Dorfkirche – Stiepel Dorf – Hattingen Steinenhaus – Burg Blankenstein – Museum / Klinik – Welpler Markt – Werksstraße – Henrichshütte – Oststraße – Heggerstraße – Friedrichstraße – Hattingen Mitte S | Samstags 15-Minuten-Takt nur zwischen HAT-Museum/Klinik und Hattingen Mitte Die Haltestelle Berneckerstraße wird jeden Tag ab circa 21.15 Uhr und nur in Fahrtrichtung Hattingen bedient. Haltestelle Heggerstraße wird nur in Fahrtrichtung Bochum Hbf und Friedrichstraße nur in Fahrtrichtung Hattingen Mitte bedient | 15/15/30 |
| 352   | Bochum-Eppendorf, Narzissenstraße – Eppendorf Mitte – Schützenstraße – Bärendorfer Straße – Lange Malterse – Rombacher Hütte – Wattenscheider Straße – AutoArena – Hamme Kirche – Feldsieper Straße – Bochum Hofsteder Straße | Sonntags und feiertags kein Betrieb. | 60/60/– |
| 353   | Bochum-Weitmar, Blankensteiner Straße – Am Holtkamp – Neulingstraße – Am Kuhlenkamp – Prinz-Regent-Straße – Knappenstraße / Zeche – Berneckerstraße – Knappschaft – Werk Eickhoff – Rechener Park – Schauspielhaus – Oskar-Hoffmann-Straße – Bochum Hbf / Boulevard – Bochum Rathaus – Nordring – Kunstmuseum – Neuer Park – Vierhausstraße – Tippelsberg – Im Hagenacker – Hiltrop Kirche – Hiltroper Busch – Heinrichstraße – Gerthe Mitte – Bethanienstraße – Klüsener Straße – Bochum-Gerthe, Kirchharpener Straße / – Schürbankstraße – Mittelfeldschule – Castrop-Rauxel Langeloh – Stadtgarten – Beethovenstraße – Castrop-Rauxel Kath. Krankenhaus – Castrop-Rauxel Markt – Castrop-Rauxel Münsterplatz | Seit dem 4. Oktober 2022 fährt der 353er über Bochum Hbf / Boulevard und Bongardstraße und damit nicht mehr über den Südring Castrop-Rauxel Beethovenstraße & Castrop-Rauxel Kath. Krankenhaus werden nur in Fahrtrichtung Castrop-Rauxel Münsterplatz bedient | 15/30/30 |
| 354   | Bochum-Weitmar, Sundern – Sternwarte Bochum – Blankensteiner Straße – Schloßpark Weitmar – Springorum – Drusenbergstraße – Hunscheidtstraße – Haupteingang Bergmannsheil – Romanusplatz – Knepperstraße – Oskar-Hoffmann-Straße – Bochum Hbf – St. Elisabeth-Hospital – Planetarium – RuhrCongress – St. Josef-Hospital – Vierhausstraße – Ernestinestraße – Riemke Markt – Rensingstraße – Bochum-Riemke, Zillertal / – Wilbergstraße – Bochum-Riemke, Keplerweg Wendeschleife | Fahrzeugeinsatz durch Elektrobusse Abends nach 20.30 Uhr nur nach Bochum-Riemke, Keplerweg Wendeschleife | 30/30/60(30) |
| 356   | Bochum Hbf – Oskar-Hoffmann-Straße – Aral-Forschung – Wasserstraße – Paulinenstraße – Schadowstraße – Alte Markstraße – Semperstraße – Auf der Papenburg – Bochum-Querenburg, Ruhr-Universität | Die Fahrten zwischen Ruhr-Universität und Stiepel werden vollständig von der Buslinie 370 übernommen. Zwischen Bochum Hbf und Haarstraße fährt die Buslinie 350 über die Königsallee. jeden Tag im 30-Minuten-Takt zur Ruhr-Universität. | 30/30/30 |
| 357   | Bochum-Dahlhausen, Am Ruhrort – Eisenbahnmuseum Dahlhausen – Bochum Dahlhausen S – Am Hedtberg – Am Sattelgut – Linden Mitte – Am Holzwege – Deimkestraße – Am Sonnenberg – Im Ostholz – Nevelstraße – Wunderbau – Eythstraße – Bochum-Oberdahlhausen, Scharpenseelstraße | abends ab ca. 22 Uhr als AST unterwegs zwischen Bochum-Dahlhausen, Am Ruhrort und Bochum Linden Mitte | 30/30/60 |
| 358   | Bochum-Querenburg, Ruhr-Universität – Gesundheitscampus – Kiefernweg – Markstraße / Gesamtschule – Semperstraße – Alte Markstraße – Schadowstraße – Paulinenstraße – Altenbochum Kirche – Goy – Laer Mitte / Suntumer Straße – Fritz-Bauer-Forum – Amalie-Dietrich-Weg – Feldmark – Bochum Hauptfriedhof – Harpener Straße – Elbestraße – Kornharpen – Bochum-Harpen, Ruhr Park / UCI | Seit dem 9. Januar 2023 (Fahrplanwechsel) fährt der 358er in Altenbochum eine neue Haltestelle an: Feldmark. Die Haltestelle liegt direkt am neuen Ostpark. Am 11. Juni 2023 (Fahrplanwechsel Sommer 2023) wurde die Haltestelle Havkenscheider Straße in Fritz-Bauer-Forum umbenannt. Am 21. August 2024 (Fahrplanwechsel Sommer 2024) wurde die Haltestelle Brücke Sheffieldring in Amalie-Dietrich-Weg umbenannt. Sonntags und feiertags kein Betrieb.                                | 30/60/- |
| 359   | Bochum Dahlhausen S – Kniestraße (Schulzentrum Südwest) – Linden Mitte – Lewackerstraße – Winzer Straße – Hattingen Haydnstraße – Hochstraße – Hattingen Ruhrbrücke (1/2) – Rauendahlstraße – Hattingen Ruhrbrücke (2/1) – Hattingen (Ruhr) S – Hattingen Mitte S – Friedrichstraße – Schulenburg – Nordstraße – Hermannstraße – Hattingen Klinik Holthausen | abends ab ca. 22.15 Uhr als AST unterwegs zwischen Bochum Dahlhausen S und Hattingen Mitte S (ohne Hattingen Rauendahlstraße) | 60 (Rauendahlstraße – Klinik Holthausen 30) |
| 363   | Bochum-WAT-Südfeldmark, Roonstraße – Moltkestraße – Martin-Luther-Krankenhaus – Marienhospital WAT – Freiheitstraße – August-Bebel-Platz – Hardenbergstraße – Lohackerstraße – Höntrop Kirche – Alter Zoll – Essen Zweibachegge – Essen Steele Ost S – Essen Steele S | Die Haltestellen Mausegatt und Freibad Südfeldmark werden seit dem Fahrplanwechsel am 7. Januar 2025 nicht mehr bedient. Abends, Samstagnachmittags und Sonntags ganztägig nur zwischen Bochum Roonstraße und Essen Zweibachegge. Zwischen Essen Zweibachegge und Essen Steele S fahren die Ruhrbahn-Linien 170 & 174 | 30/30/60 |
| 364   | Bochum-Langendreer, Sportplatz Papenholz – Urbanusstraße – Kaltehardtstraße – Am Neggenborn – Bochum Langendreer West S – Auf den Scheffeln – Werne Amt – Im Breien – Werne Mitte – Werner Straße – Ruhr Park – Alte Werner Straße – Midgardweg – Am Knick – Schwerinstraße – Gerthe Mitte – Schürbankstraße – Gewerkenstraße – Castrop-Rauxel Merklinde / Harkortstraße – Gerther Straße – Marienstraße – Hedwigstraße – Stadtgarten – Beethovenstraße – Castrop-Rauxel Kath. Krankenhaus – Castrop-Rauxel Markt – Castrop-Rauxel Münsterplatz | Samstags & Sonntags 30 Minuten Takt zwischen Bochum Sportplatz Papenholz und Bochum Gerthe Mitte Castrop-Rauxel Beethovenstraße & Castrop-Rauxel Kath. Krankenhaus werden nur in Fahrtrichtung Castrop-Rauxel Münsterplatz bedient | 30/30/30 |
| 365   | Bochum Hbf – Bochum Hbf / Boulevard – Bochum Rathaus – Junggesellenstraße – Südring – Bermuda3Eck / Musikforum – Schauspielhaus – Yorckstraße – Bergmannsheil – Hunscheidtstraße – Rechener Park West – Werk Eickhoff – Drusenbergstraße – Springorum – Kohlenstraße – Lange Malterse – Weitmarer Straße – Weitmar Mitte – Munscheider Straße – Talstraße – Bochum WAT-Höntrop S – Höntrop Kirche – Keltenweg – Auf dem Kley – Lohackerstraße – Bochum Wattenscheid Bahnhof – August-Bebel-Platz – Freiheitstraße – Lohrheidestadion – Leithe Gelsenkirchener Straße – Schulstraße – Bochum-Wattenscheid, Ottostraße                                                                                            | Abends und sonntags kein Verkehr zwischen Freiheitstraße ↔ Ottostraße Seit dem 4. Oktober 2022 fährt der 365er in der Innenstadt über den Westring und damit die Haltestelle Junggesellenstraße an. Die Haltestelle REAL-Markt wurde in Ottostraße umbenannt. Haltestelle Leithe Gelsenkirchener Straße wird nur in Fahrtrichtung Bochum Hbf bedient | 30/30/60 |
| 366   | Bochum-Langendreer, Luchsweg – Urbanusstraße – Kaltehardt – Unterstraße – Bochum Langendreer West S – Anemonenweg – Rüsingstraße – Werner Straße – Ruhr Park – Alte Werner Straße – Rosenbergstraße – Nordbad – Hiltroper Straße – Hiltrop Kirche – Im Hagenacker – Bergener Straße – Herne Südpool – Marienhospital – Archälogie-Museum / Kreuzkirche – Herne Mitte – Herne Bahnhof / – Tippelsberg – Riemke Markt – Wilbergstraße – Meesmannstraße / Bochum-Riemke Bahnhof | verstärkt die HCR-Linie 367 der Linienast nach Riemke Bf. wird an allen Tagen bis ca. 20 Uhr bedient Samstags nachmittags und sonntags ganztägig nicht bis Herne Bahnhof, sondern nur bis Bergener Straße | 30/30/30 |
| 368   | Bochum-Harpen, Ruhr Park / UCI – Kornharpen – Elbestraße – Harpener Straße – Schulenburgstraße / VBW – Lohring – Bochum Hbf / Boulevard – Bochum Rathaus – Bochum Präsident – Hamme Kirche – Hordeler Heide – Berthastraße – Hannoverstraße – Röhlinghauser Straße – Herne Röhlinghausen Markt – Eickeler Bruch – Burgstraße – Siemensstraße / Solbad – Solbad – Wanne-Eickel Hbf | während der Cranger Kirmes Verlängerung von Wanne-Eickel Hbf bis Cranger Kirmes, Florastraße Montags bis Freitags 15 Minuten-Takt zwischen Bochum Hbf und Bochum, Berthastraße / Nachmittags ab ca. 14.45 Uhr 15 Minuten-Takt ab Bochum, Ruhr Park / UCI Samstags 15 Minuten-Takt zwischen Bochum, Ruhr Park / UCI und Bochum Rathaus Haltestelle Herne Siemensstraße / Solbad wird nur in Fahrtrichtung Bochum Ruhr Park / UCI und Solbad nur in Fahrtrichtung Wanne-Eickel Hbf bedient | 15/15/30 |
| 369   | Dortmund Lütgendortmund S – Bochum Schulze-Vellinghausen-Straße – Everstalstraße – Opel Zentrallager – Bochum Langendreer S – Langendreer Markt – Brundelstraße – Siebenplaneten – Dortmund Siebenstraße – Lindentalweg – Lütgendortmunder Hellweg – Dortmund Lütgendortmund S | fährt jetzt über Bochum-Somborn und Langendreer als Ringlinie | 30/60/60 |
| 370   | Bochum Stiepeler Dorfkirche – Stiepel Dorf – Haarholzer Straße – Voßkuhlstraße – Surkenstraße – Gesundheitscampus – Ruhr-Universität – Kleinherbeder Straße – Elchbogen – Unterstraße – Bochum Langendreer West S – Werner Straße – Werne Mitte – Dortmund Provinzialstraße – Dortmund Lütgendortmund S | montags–samstags bis ca. 20 Uhr im 30-Minuten-Takt auf dem gesamten Linienweg. abends und sonn-/feiertags nur zwischen Stiepeler Dorfkirche und Ruhr-Universität im 60-Minuten-Takt seit dem 10. Januar 2022 gibt es die neue Haltestelle Elchbogen (nur in Fahrtrichtung Lütgendortmund) | 30/30/60 |
| 372   | Bochum-Querenburg, Ruhr-Universität – Gesundheitscampus – Kiefernweg – Markstraße / Gesamtschule – Semperstraße – Hanielstraße – Tsukuba-Ring – O-Werk – Tsukuba-Ring – Höfestraße – Laer Mitte – Laerfeldstraße – Anemonenweg – Bochum Langendreer West S – Am Neggenborn – Unterstraße – Ümminger See – Bochum-Werne, Industriestraße | abends nur noch bis Unterstraße Sonn- und feiertags werden die Haltestellen O-Werk und Tsukuba-Ring nicht bedient. | 60/60/60 |
| 374   | Bochum-Querenburg, Ruhr-Universität – Technologiequartier – Kleinherbeder Straße – Witten Heven Dorf – Freizeitbad Heveney – Herbeder Straße – Herbede Mitte – Ruhrhöhe – Witten-Herbede, Zu den Eichen | Sonntags und feiertags kein Betrieb. Direktverbindung Bochum-Witten-Herbede | 60/60/– |
| 375   | Witten-Annen, Wartenberg / Große Borbach – Jägerstraße – Holzkamp-Gesamtschule – Harkortring – Holzkampstraße – Wendeschleife Am Hang – Witten Annen S – Dortmunder Straße – Im Wullen – Rheinische Straße – Marienhospital – Witten Rathaus – Witten Hbf – Bahnhofstraße – Ossietzkyplatz – Im Esch – Oberkrone – Heven Hellweg – Potthofstraße – Heven Dorf – Bochum Kleinherbeder Straße – Bochum-Querenburg, Ruhr-Universität / – Freizeitbad Heveney – Bochum Hafen Heveney – Botanischer Garten – Gesundheitscampus – Bochum-Querenburg, Ruhr-Universität / – Witten Herbeder Straße – Herbede Mitte – Ruhrhöhe – Otto-Hue-Straße – Vormholz – Durchholzer Platz – Brenschede – Witten-Herbede, Kämpen    | sonntags zwischen Mai und Anfang Oktober: Ruhr-Universität ↔ Witten Hbf (fährt über Botanischer Garten) montags bis freitags Fahrtrichtung Bochum, Ruhr-Universität über Bochum, Kleinherbeder Straße sonntags Fahrtrichtung Bochum, Ruhr-Universität über Bochum, Botanischer Garten | unterschiedlich nach Linienast Oberkrone – Annen ca. alle 15/30/30 Minuten |
| 376   | (Witten Hbf – Sprockhöveler Straße – Im Esch – Heven Hellweg – Heven Dorf – Bochum Kleinherbeder Straße – Bochum-Querenburg, Ruhr-Universität) Witten Hbf – Witten Rathaus – Marienhospital – Bruchschule – Königsholz – Holzkamp-Gesamtschule – Herrenholz – Auf dem Schnee – Herdecke Wilhelm-Huck-Straße – Westende – Huser Feld – Ender Mitte / Friedhof – Gahlenfeldstraße – Herdecke Bahnhof – Herdecke Kirche – Herdecke Rathaus – Herdecke Mitte – Friedrich-Harkort-Gymnasium / Hagen Vorhalle Bahnhof | Hagen-Vorhalle Bf – Herdecke, Hengsteyseestraße nur stündlich Abschnitt Witten Hbf → BO-Ruhr-Uni nur mo–fr morgens | 20/30/30 |
| 378   | Bochum-Querenburg, Ruhr-Universität – Kleinherbeder Straße – Elchbogen – Kaltehardt – Urbanusstraße – Kaltehardtstraße – Langendreer Amt – Lessing-Schule – Langendreer Markt – Bochum Langendreer S – Opel Zentrallager – Somborner Straße – Dortmund Provizialstraße – Lütgendortmunder Hellweg – Dortmund Lütgendortmund S – Kaubomstraße – Dellwiger Straße – Bövinghauser Straße – Castrop-Rauxel Gerther Straße – Ev. Friedhof – Beethovenstraße – Castrop-Rauxel Kath. Krankenhaus – Castrop-Rauxel Markt – Castrop-Rauxel Münsterplatz | montags bis freitags (zwischen ca. 6:30 Uhr und ca. 20:00 Uhr) 15-Minuten-Takt zwischen Ruhr-Universität und Lütgendortmund seit dem 10. Januar 2022 gibt es die neue Haltestelle Elchbogen (nur in Fahrtrichtung Castrop-Rauxel) Castrop-Rauxel Beethovenstraße wird nur in Fahrtrichtung Bochum Ruhr-Universität und Castrop-Rauxel Kath. Krankenhaus nur in Fahrtrichtung Castrop-Rauxel Münsterplatz bedient                                                                         | 15/30/30 |
| 379   | Bochum-Harpen, Ruhr Park – Werner Straße – Werne Amt – Langendreer Nord – Bochum Langendreer S – Langendreer Markt – Grabelohstraße – Langendreerholz – Witten Hörder Straße – Lerchenstraße – Auf dem Kamp – Marienhospital – Witten Rathaus – Witten Hbf – Witten Bommern Bahnhof – Albrecht-Dürer-Straße – Bommern Mitte – Kranenbergstraße – Siepenstraße – Bommeraner Heide – Bommern Wasserturm – Bommerholz – Durchholzer Platz – Sprockhövel Hiddinghausen – Am Beermannshaus – Sprockhövel Haßlinghausen Busbahnhof | abends, Sonntags nur im 60 Minuten-Takt zwischen Ruhr Park und Bommeraner Heide. Haltestelle Kranenbergstraße wird nur in Fahrtrichtung Witten Bommeraner Heide bedient | 15(30)/30/60 |
| 380   | Gelsenkirchen Hbf – Machensplatz – Musiktheater – Grillostraße – Schalker Meile – Im Sundern – Sport-Paradies – Pottenort – Schloß Berge – Buer Bergmannsheil – Gelsenkirchen Buer Rathaus | Fahrzeugeinsatz durch Elektrobusse | 20/30/30 |
| 381   | Gelsenkirchen-Rotthausen, Landschede – Saarbrücker Straße – Karl-Meyer-Straße – Gelsenkirchen Rotthausen S – Brüggemannstraße – Wembkenstraße – Gelsenkirchen Hbf – Grillo-Gymnasium – Leipziger Straße – Grillostraße – Schalker Meile – Maybachstraße / Im Sundern – Sport-Paradies – Pannhütte – Heistraße – Marktstraße – Erle Post – Frankampstraße – Haunerfeldstraße – Gelsenkirchen Buer Rathaus / – Erle Forsthaus – Burgsteinfurter Straße – Dennewitzstraße – Kreuzstraße – Am Markt – Gelsenkirchen-Resse, Kirschblütenweg | Fahrten nach Buer Rathaus nur abends und am Wochenende alle 60 Minuten | 20/30/60(60) |
| 382   | Gelsenkirchen-Feldmark, Katernberger Straße – Justizvollzugsanstalt Gelsenkirchen – Gartenkamp – Hans-Böckler-Allee – Stadtgarten – Machensplatz – Gelsenkirchen Hbf – Grillo-Gymnasium – Walpurgisstraße – Hammerschmidtstraße – Tossehof – Neuhüller Straße – Ostfriedhof – Haverkamp – Kolberger Straße – Gelsenkirchen Zoo Bahnhof – Gelsenkirchen-Bismarck, Trinenkamp | montags bis freitags 10 Minuten Takt zwischen Gelsenkirchen Hbf und Gelsenkirchen Neuhüller Straße / Gelsenkirchen Trinenkamp. Samstags von ca. 9.00 Uhr bis 15.15 Uhr 15 Minuten Takt zwischen Gelsenkirchen Hbf und Neuhüller Straße | 10(30)/30(60)/30(-) |
| 383   | Gelsenkirchen-Horst, Buerer Straße – Schloß Horst – Nordsternpark – Rhein-Herne-Kanal – Melanchthonstraße – Haldenstraße (KAUE) – Gartenkamp – Herzogstraße – Musiktheater – Grillo-Gymnasium – Gelsenkirchen Hbf – Feuerwache – Bergmannstraße – Ückendorfer Platz – Nikolaus-Groß-Straße – Kettelerstraße – Südfriedhof – Bochum Birkenfeldstraße – Bochum-WAT-Günnigfeld, Ulrichstraße / – Gelsenkirchen Haidekamp – Hofstraße – Betriebshof Ückendorf – Konradstraße – Gelsenkirchen-Bulmke-Hüllen, Neuhüller Straße | abends sowie sonn- und feiertags nur bis Neuhüller Str. Fährt über Gelsenkirchen, Nikolaus-Groß-Straße wenn das Ziel Bochum, Ulrichstraße ist, sonst fährt die Linie Gelsenkirchen, Kettelerstraße | 10(20)/15/30 |
| 384   | Wanne-Eickel Hbf – Mondpalast – Schacht Wilhelm – Gelsenkirchen Haverkamp – Trinenkamp – Bergwerk Consolidation – Marschallstraße (Consol-Park) – Grillostraße – Schalker Markt – Lockhofstraße – Melanchthonstraße – Gelsenkirchen-Heßler. Terneddenstraße | während der Cranger Kirmes wird zusätzlich die Linie 384E zwischen Cranger Kirmes und Trinenkamp gefahren (ab Wanne-Eickel Hbf weiter als Linie 342) | 60/60/60 |
| 385   | Gelsenkirchen Hbf – Neustadtplatz – Rheinelbestraße – GE Bergmannstraße – Hofstraße – Herne Friedhof (Erzbahntrasse) – Röhlinghausen Markt – Eickeler Bruch – Burgstraße – Eickel Kirche – Auf der Wenge – Eickel Ev. Krankenhaus – Bochum Hannibal Einkaufscentrum – BO Bergmannstraße – Riemke Markt – Wilbergstraße – Bochum-Riemke, Keplerweg Wendeschleife / – Rensingstraße – Bochum-Riemke, Zillertal | sonn- und feiertags im 60-Minuten-Takt und nur bis Zillertal | 30/30/60 |
| 386   | Bochum-Wattenscheid, Schlaraffiastraße – Friedrich-Lueg-Straße – Bochum Wattenscheid Bahnhof – Saarlandstraße – Freiheitstraße – August-Bebel-Platz – Hardenbergstraße – Lohackerstraße – Auf dem Kley – Südstraße – Bochum-WAT-Westenfeld, Auf dem Hagedorn | Sonntags und feiertags kein Betrieb. | 60/60/– |
| 388   | Gelsenkirchen Hbf – Machensplatz – Hans-Böckler-Allee – Hördeweg – Auf der Reihe – Karl-Meyer-Straße – Brüggemannstraße – Haus Leithe – Gelsenkirchen, Marienhospital | Fahrzeugeinsatz durch Elektrobusse | 30/30/30 |
| 389   | Gelsenkirchen Hbf – Neustadtplatz – Rheinelbestraße – Marienhospital – Halfmannsweg – Bochum Leithe Gelsenkirchener Straße – Leithestraße – Freiheitstraße – August-Bebel-Platz – Bochum Wattenscheid Bahnhof – Lohackerstraße – Höntrop Kirche – Bochum WAT-Höntrop S – Horneburg – Gerdes Feld – Bochum-WAT-Höntrop, Zilleweg | teilweise weiter als Linie 380 Montags bis Freitags 15 Minuten Takt zwischen Gelsenkirchen Hbf und Bochum, Höntrop Kirche | 30/30/30 |
| 390   | Bochum Linden Mitte – Heinrich-Kämpchen-Straße – Am Sattelgut – Voltastraße – Scharpenseelstraße – Gerdes Feld – Horneburg – Bochum WAT-Höntrop S – Höntrop Kirche – Lohackerstraße – Hardenbergstraße – August-Bebel-Platz – Hüller Straße – Birkenfeldstraße – Ulrichstraße – Osterfeldstraße – Röhlinghauser Straße – Herne Am Bollwerk – Röhlinghausen Markt – Eickeler Bruch – Dahlhauser Straße – Eickel Ev. Krankenhaus – Auf der Wenge – Dorneburger Straße – Dorstener Straße – Zeche Julia – Buschkampstraße – Shamrockring – Herne Rathaus – Herne Mitte – Herne Bahnhof | wird von Herne-Röhlinghausen Markt bis Herne Bf. durch die HCR-Linie 391 verstärkt wurde nach Linden Mitte verlängert Montags bis Freitags 15 Minuten zwischen Bochum, Scharpenseelstraße und Herne, Auf der Wenge / Bochum, Ulrichstraße Fahrten, die Herne, Auf der Wenge enden/beginnen, fahren ab Bochum, Röhlinghauser Straße nicht über Herne, Röhlinghausen Markt | 15(30)/30/30 |
| 392   | Gelsenkirchen-Bismarck, Consolstraße (Consol-Park) – Jakobstraße – Haverkamp – Kolberger Straße – Gelsenkirchen Zoo Bahnhof – ZOOM Erlebniswelt – Lübecker Straße – Hamburger Straße – Im Sundern – Stadthafen – Maybachstraße – Gelsenkirchen-Erle, Emscherstraße | wird seit dem 20. April 2020 aufgrund des VEP angeboten Haltestelle Gelsenkirchen, Stadthafen wird nur in Fahrtrichtung Gelsenkirchen, Consolstraße und die Haltestelle Gelsenkirchen, Maybachstraße nur in Fahrtrichtung Gelsenkirchen, Emscherstraße bedient | 30/30/30 |
| 395   | Bochum-Harpen, Ruhr Park / UCI – Kornharpen – Elbestraße – Karl-Lange-Straße – Ruhrstadion – Rottmannstraße – Patmosstraße – Vierhausstraße – Zeche Constantin – Hofsteder Straße – Hordeler Straße – Hannibal Einkaufscentrum – Herne Aschenbruchschule – Dorstener Straße – Herforder Straße – Zeche Julia – Herne-Holsterhausen, REAL-Warenhaus | Sonntags und feiertags kein Betrieb. AST-Verkehr zwischen Herne REAL Warenhaus ↔ Bochum Zeche Constantin (montags bis freitags ab ca. 22.00 Uhr) | 60/60/– |
| 396   | Gelsenkirchen Buer Rathaus – Hölscherstraße – Buer Rathaus / Kunstmuseum – Hagenstraße – Wörthstraße – Neidenburger Straße – Schaffrathstraße – Kampstraße – Gladbeck Nelkenstraße – Gelsenkirchen Rosenstraße – Buerer Straße – Schloß Horst – Marie-Juchacz-Weg – Essener Straße – Karnaper Straße – Gelsenkirchen-Horst, Lucasstraße | Takte entsprechen nicht ganz dem eines 20/30-Minuten-Taktes Haltestelle Gelsenkirchen, Essener Straße wird nur in Fahrtrichtung Gelsenkirchen, Lucasstraße Haltestelle Hölscherstraße wird nur in Fahrtrichtung Gelsenkirchen Buer Rathaus und die Haltestelle Gelsenkirchen Buer Rathaus / Kunstmuseum nur in Fahrtrichtung Gelsenkirchen. Lucasstraße bedient | 20/30/30 |
| 397   | Gelsenkirchen Buer Rathaus – Haunerfeldstraße – Frankampstraße – Erle Post – Marktstraße – Erle Forsthaus – Burgsteinfurter Straße – Im Emscherbruch – Wiedehopfstraße – Gelsenkirchen-Resser Mark, Im Eichkamp | Sonntags kein Busbetrieb Fahrten des 30-Min-Taktes werden als AST durchgeführt | 60(30)/60(30)/30 |
| 398   | Gelsenkirchen Buer Rathaus – Haunerfeldstraße – Frankampstraße – Erle Post – Marktstraße – Thorner Platz – Burgsteinfurter Straße – Erle Forsthaus – GAFÖG – Maybachstraße – Emscherstraße – Gelsenkirchen-Sutum, Schäferstraße | Sonntags kein Betrieb | 60/60/– |
| 399   | Gelsenkirchen Buer Rathaus – Hölscherstraße – Buer Rathaus / Kunstmuseum – Hagenstraße – Wörthstraße – Gelsenkirchen-Buer, Westfälische Hochschule | montags–freitags während der Vorlesungszeit morgens Verstärkung durch eine Fahrt als Linie E99 (Gelsenkirchen Hbf – Westfälische Hochschule ohne Zwischenhalt) Haltestelle Gelsenkirchen, Hölscherstraße wird nur in Fahrtrichtung Gelsenkirchen Buer Rathaus und die Haltestelle Gelsenkirchen Buer Rathaus / Kunstmuseum nur in Fahrtrichtung Gelsenkirchen, Westfälische Hochschule bedient                                                                                           | 10(20)/–/– |
| 557   | Sprockhövel Haßlinghausen Busbahnhof – Schleifkotten – Stefansbecke – Uellendahl – Schwelm Linderhausen – Linderhausen Heide – Schwelm Bahnhof – Schwelm Rathaus – Schwelm, Blücherstraße | Gemeinschaftsverkehr mit VER. BOGESTRA-Leistungen nur sonntags-freitags als Übergang von den in Haßlinghausen endenden Fahrten der SB37 | 60/60/60 |
| AST   | AnrufSammelTaxi (AST, Fahrtwunsch 30 Minuten vorher anmelden) | | |
| AST16 | (AnrufSammelTaxi) Bochum-Querenburg, Ruhr-Universität – Bochum-Querenburg, Kalwes | (nur während der Vorlesungszeit) | |
| AST26 | (AnrufSammelTaxi) Bochum-Stiepel, Haarholzer Straße – Bochum-Querenburg, Blumenau | | |
| AST57 | (AnrufSammelTaxi) Bochum-Linden, Linden Mitte – Bochum-Dahlhausen, Am Ruhrort | AST der Buslinie 357 | |
| AST59 | (AnrufSammelTaxi) Bochum-Dahlhausen – Hattingen Mitte | AST der Buslinie 359 | |
| AST63 | (AnrufSammelTaxi) Bochum-Südfeldmark, Roonstraße – Essen-Freisenbruch, Zweibachegge | AST der Buslinie 363 | |
| AST72 | (AnrufSammelTaxi) Bochum-Querenburg, Ruhr-Universität – Bochum-Laer, Laer Mitte | AST der Buslinie 372 seit dem 1. Oktober 2021 im Einsatz | seit Dezember 2022: jeden Tag zwischen 7.00 Uhr und 19.00 Uhr im 15-Minuten-Takt unterwegs. |
| AST94 | (AnrufSammelTaxi) Gelsenkirchen Hbf – Gelsenkirchen-Rotthausen, Achternbergstraße | AST der Buslinie 194 | |
| AST95 | (AnrufSammelTaxi) Herne-Holsterhausen, REAL-Warenhaus – Bochum-Hofstede, Zeche Constantin | AST der Buslinie 395 | |
| AST97 | (AnrufSammelTaxi) Gelsenkirchen-Erle, Erle Forsthaus – Gelsenkirchen-Resser Mark, Neuer Weg | AST der Buslinie 397 | |
| NE1   | Bochum Hbf (über Bochum, August-Bebel-Platz und Bochum, Hordeler Heide) | | 60 |
| NE2   | Bochum Hbf (über Bochum, Hiltrop Kirche und Bochum, Ruhr-Park / UCI) | | 60 |
| NE3   | Bochum Hbf (über Bochum-Langendreer und Bochum, Altenbochum Kirche) | | 60 |
| NE4   | Bochum Hbf – Schwelm Bf (über Hattingen Mitte und Sprockhövel-Haßlinghausen) | | 60 |
| NE5   | Bochum Hbf – Bochum-Dahlhausen (über Bochum, Engelsburger Str. (Richtung Bochum-Dahlhausen ) / über Bochum, Lange Malterse (Richtung Bochum Hbf)) | | 60 |
| NE6   | Bochum Hbf (über Bochum, August-Bebel-Platz und Bochum, Höntrop Kirche) | | 60 |
| NE7   | Bochum Hbf (über Bochum, Ruhr-Universität und Bochum, Kemnader Straße) | Gegenrichtung der NE 8 | 60 |
| NE8   | Bochum Hbf (über Bochum, Kemnader Straße und Bochum, Ruhr-Universität) | Gegenrichtung der NE 7 | 60 |
| NE10  | Bochum Hbf – Gelsenkirchen-Buer Rathaus (über Bochum, August-Bebel-Platz und Gelsenkirchen Hbf) | | 60 |
| NE11  | Gelsenkirchen Hbf – Gelsenkirchen-Buer Rathaus (über Gelsenkirchen, Grillostraße und Gelsenkirchen-Erle Post) | | 60 |
| NE12  | Gelsenkirchen, Südfriedhof – Gelsenkirchen-Buer Rathaus (über Gelsenkirchen Hbf und ZOOM-Erlebniswelt) | | 60 |
| NE13  | Gelsenkirchen Hbf (über Bochum, August-Bebel-Platz, Essen, Zeche Bonifacius und Gelsenkirchen, Achternbergstraße) | | 60 |
| NE14  | Gelsenkirchen, Landschede – Gelsenkirchen-Buer Rathaus (über Gelsenkirchen Hbf und Gelsenkirchen, Buerer Straße) | | 60 |
| NE17  | Bochum, Ruhr-Universität (über Witten Hbf und Witten-Bommern Mitte) | | 60 |
| NE18  | Bochum, Langendreer Nord (über Witten Hbf und Witten-Annen ) | | 60 |

## Linien benachbarter Verkehrsbetriebe
(im Verkehrsbereich der Bogestra)
| Linie                  | Linienverlauf | Takt             |
| ---------------------- | --- | ---------------- |
| SB29 (DB Rheinlandbus) | Gelsenkirchen Hbf – Musiktheater – Bottrop Hbf – Bottrop ZOB Berliner Platz                                                    | 60/60/–          |
| SB67 (VER)             | BO-Querenburg Ruhr-Universität – WIT-Herbede – Sprockhövel – Wuppertal Hbf                                                     | 60/60/–          |
| 155 (Ruhrbahn)         | GE-Rotthausen Achternbergstraße – Essen-Schonnebeck – Frillendorf – Essen Hbf – Bergerhausen – Essen-Kupferdreh Bahnhof        | 20/30/30         |
| 173 (Ruhrbahn)         | Essen Katernberger Markt – GE-Feldmark – Essen-Altenessen Karlsplatz                                                           | 30/30/60         |
| 321 (HCR)              | Bochum Schwerinstraße – BO-Gerthe Mitte – HER-Siedlung Constantin – Sodingen – HER-Horsthausen – Herne Bahnhof (– Herne Mitte) | 60(30)/60(30)/60 |
| 323 (HCR)              | BO-Hiltrop Kirche – Herne Bahnhof – Crange – Wanne-Eickel Hbf – HER-Bickern Knappenstraße                                      | 20/30/30         |
| 367 (HCR)              | Bochum Hiltroper Str. / BO-Hiltrop Kirche – Bergen – HER-Südpool – Herne Mitte – Herne Bahnhof                                 | 60/60/60         |

## Statistik
|                                | 2002   | 2003   | 2004   | 2005   | 2006   | 2007   | 2008   | 2009   | 2010   | 2011   | 2012   | 2013   | 2014   | 2015   | 2016   | 2017   | 2018   | 2019   | 2020   | 2021   |
| ------------------------------ | ------ | ------ | ------ | ------ | ------ | ------ | ------ | ------ | ------ | ------ | ------ | ------ | ------ | ------ | ------ | ------ | ------ | ------ | ------ | ------ |
| Fahrgäste gesamt (in Mio.)     | 127,1  | 137,0  | 134,9  | 137,4  | 139,1  | 138,9  | 141,4  | 142,4  | 143,4  | 144,6  | 144,9  | 145,5  | 144,7  | 144,8  | 146,3  | 145,1  | 142,6  | 143,31 | 111,73 | 104,07 |
| Streckenkilometer (in Mio. km) | 25,45  | 25,36  | ≈25,4  | 25,39  | 25,53  | 25,34  | 25,78  | 25,57  | 25,33  | 25,29  | 25,08  | 25,28  | 25,16  | 25,32  | 25,19  | 25,08  | 25,31  | 25,63  | 26,38  | 27,31  |
| Jahresumsatz (in Mio. €)       | 153,88 | 157,87 | ≈154,2 | 152,39 | 155,96 | 161,29 | 171,35 | 168,82 | 169,73 | 172,03 | 179,36 | 186,35 | 185,90 | 191,22 | 195,48 | 201,17 | 208,22 | 215,67 | 226,60 | 233,42 |
| Mitarbeiterzahl                | 2148   | 2111   | 2194   | 2181   | 2202   | 2184   | 2236   | 2223   | 2262   | 2244   | 2247   | 2279   | 2265   | 2273   | 2206   | 2239   | 2320   | 2410   | 2397   | 2349   |

Die Zahlen sind Pressemitteilungen bzw. den offiziellen Geschäftsberichten entnommen.
Farbig markierte Felder geben ein Fallen (rot) bzw. Wachsen (grün) der jeweiligen Werte ggü. dem Vorjahr an.